# Steuerwagen

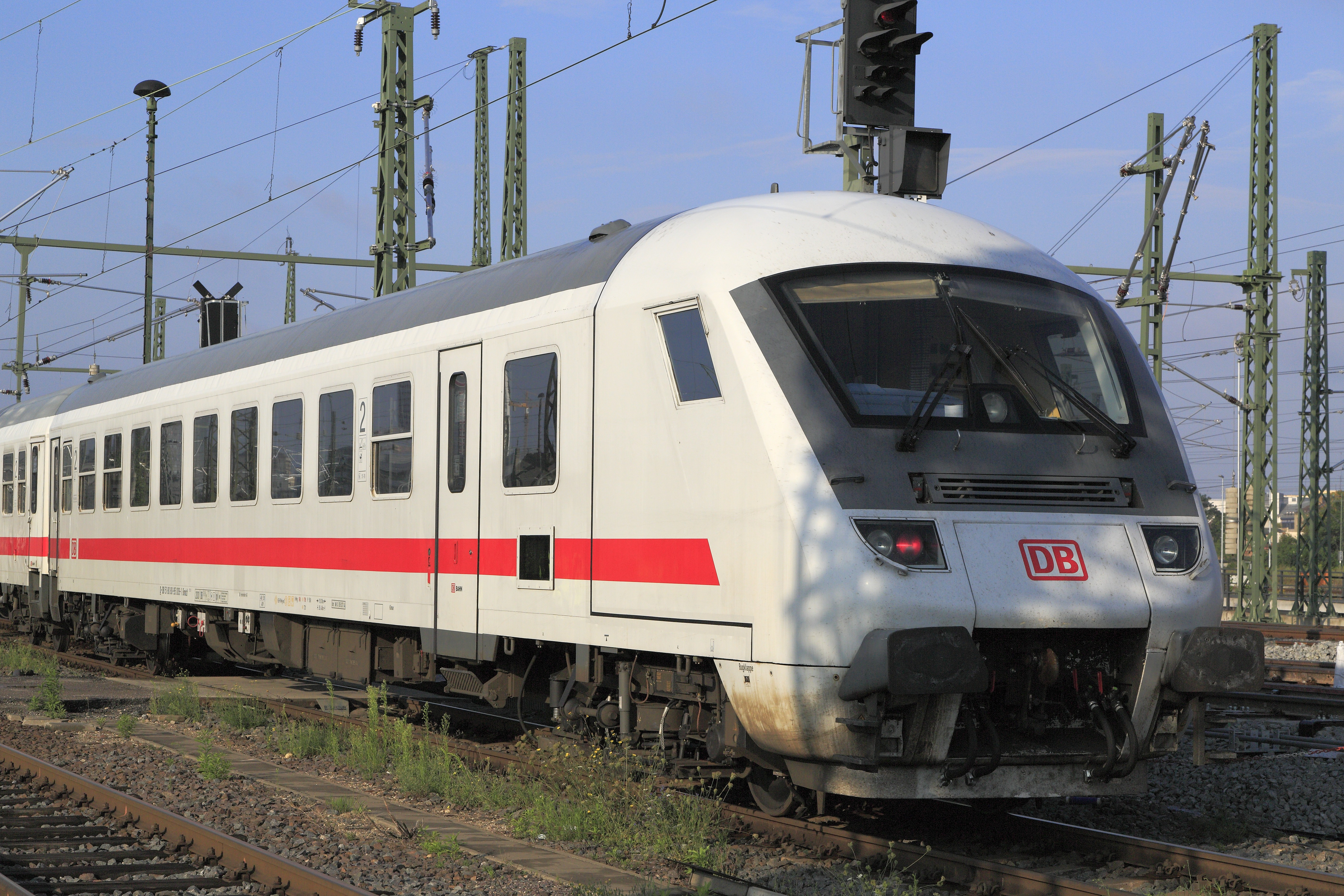
Intercity-Steuerwagen in Leipzig Hbf

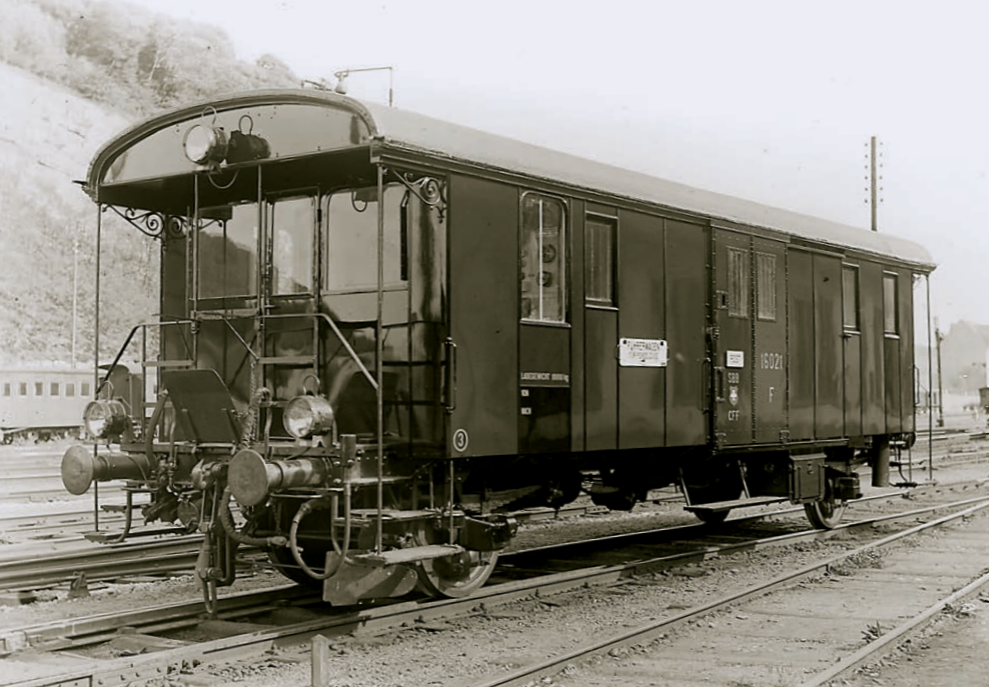
Dieser Gepäckwagen der SBB wurde 1923 zu einem Steuerwagen umgebaut

Ein Steuerwagen ist ein antriebsloser Eisenbahn- oder Straßenbahnwagen mit einem Führerstand, von dem das nicht an der Zugspitze befindliche Triebfahrzeug über eine direkte Wendezugsteuerung gesteuert werden kann. Die Fahrzeugeinrichtungen von Steuerwagen ähneln denen von Triebfahrzeugen, der Frontbereich eines Steuerwagens wird als Steuerkopf bezeichnet. Steuerwagen finden bei Wendezügen Verwendung, damit die Lokomotive an End- oder Kopfbahnhöfen nicht umgesetzt werden muss. Der Einsatz von Steuerwagen sorgt für eine Rationalisierung des Eisenbahnbetriebs, da der Fahrtrichtungswechsel schneller abgewickelt wird, keine Infrastruktur für das Umsetzen notwendig ist und zusätzliches Personal in Form eines Rangierers eingespart wird: Nur der Lokomotivführer wechselt den Führerstand, wobei ein Fußmarsch entlang des Zuges notwendig ist, sofern nicht der Richtungswechsel mit einem Personalwechsel zusammenfällt.
Bei Anwendung einer indirekten Wendezugsteuerung handelt es sich nicht um einen Steuerwagen, sondern um einen Befehlswagen. Ist der steuernde Wagen selbst ein Triebfahrzeug, spricht man von einer Mehrfachtraktion.
Steuerwagen werden nach dem Bauart-Bezeichnungssystem für Reisezugwagen in Deutschland und Österreich mit dem Kennbuchstaben „f“ (Führerstand) bezeichnet. In der Schweiz ist der Buchstabe „t“ als Kennzeichen gebräuchlich, in Italien „p“ (pilota). In einigen Ländern gibt es keine spezifische Kennzeichnung für Steuerwagen, das bei französischen Steuerwagen zu findende „x“ kann auch für andere „spezielle Ausrüstungen“ stehen.

## Entwicklung

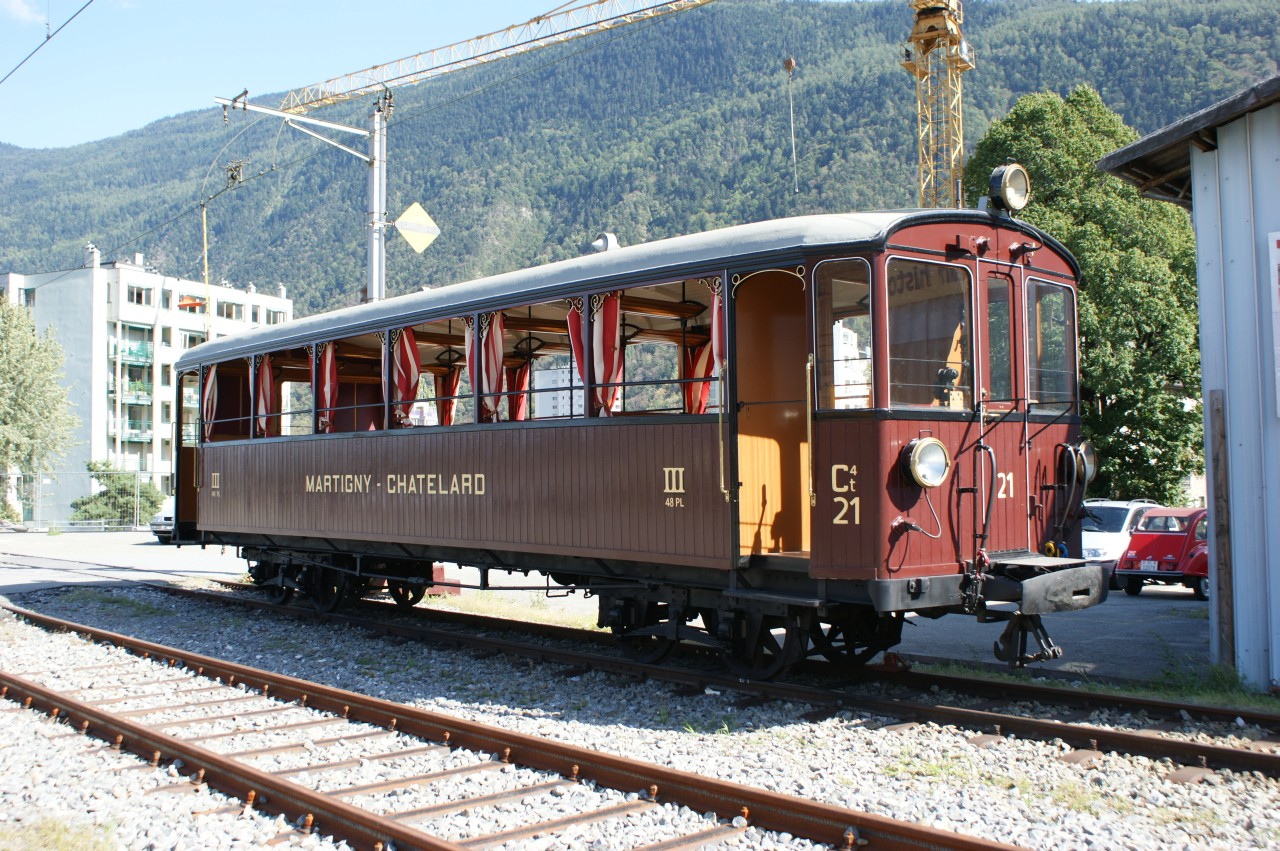
Steuerwagen MC 21 der Martigny-Chatelard-Bahn (1906)

Neben den klassischen Personenzügen, bei denen für Richtungsänderungen Lokomotivwechsel durchgeführt oder die Lokomotive umgesetzt werden mussten, gab es bereits Personenzüge ohne Lokomotiven, die Triebzüge. Der Antrieb und die Führerstände konnten in die Wagen verlegt werden, wodurch Platzbedarf und Gewicht verringert wurden. Zum Teil wurden dabei bereits Wendezüge gebildet, indem Triebwagen, Steuerwagen und Personenwagen aus dem normalen Wagenpark, die mit Steuer- und Hauptluftbehälterleitung ausgerüstet wurden, zu Kompositionen variabler Länge zusammengestellt werden konnten. Insbesondere beim Kurzstreckendienst boten Triebwagen gegenüber lokbespannten Zügen deutliche Vorteile, weil die Wendezeiten geringer waren und kein zusätzliches Umsetzgleis notwendig ist.
Eine frühe Form der Vielfachsteuerung durch von mechanischen Gelenkwellen angesteuerte Fahrschalter wurde bereits 1883 bei der Lokalbahn Mödling–Hinterbrühl umgesetzt, zugleich erfand der Elektropionier Werner von Siemens hierbei die Möglichkeit des Steuerwagens. Aufgrund der Verbreitung der elektrischen Traktion und indirekten Steuerungen wie der Schützensteuerung wurden Steuerwagen ab den 1900er Jahren elektrotechnisch umsetzbar. Vorerst blieb der Einsatz von Steuerwagen jedoch auf elektrische Triebwagen bzw. Triebzüge beschränkt.
Der Pionier bei lokbespannten Wendezügen war 1933 die französische Gesellschaft Chemins de fer de l’État mit ihren Doppelstock-Vorortszügen. 1936 folgte der Doppelstock-Stromlinien-Wendezug der Lübeck-Büchener Eisenbahn, bei dem am Zugende der letzte Doppelstockwagen mit einem Führerstand ausgerüstet wurde. Die zweiteiligen Doppelstockzüge wurden mit einer direkten Wendezugsteuerung ausgerüstet, der Dampfregler der Lok wurde dabei durch einen Elektromotor bewegt. Versuche mit Steuerwagen und für den Wendezugbetrieb umgerüsteten Dampflokomotiven wurden auch von der damaligen Deutschen Reichsbahn (DR) durchgeführt, nachdem man ebenfalls 1936 nachgewiesen hatte, dass sich das Fahrverhalten eines geschobenen Zuges von dem eines gezogenen praktisch nicht unterscheidet.
Mit dem Wechsel von Dampftraktion zu elektrischer Traktion und auch Dieseltraktion begann die allgemeine Verbreitung von Steuerwagen, da die Fernsteuerung elektrischer Lokomotiven und von Diesellokomotiven praktischer und unkomplizierter vonstattengehen konnte als von Dampflokomotiven. Zunächst nur im Nahverkehr eingesetzt, ermöglichten moderne Steuerungssysteme und Verbesserungen der Laufeigenschaften ab den 1940er Jahren auch einen Einsatz im Fernverkehr. 1948 setzten die Schweizerischen Bundesbahnen erstmals einen Steuerwagen mit einer Lokomotive Re 4/4 in Schnellzügen Zürich–Luzern ein.

## Ausrüstung
Als führendes Fahrzeug müssen Steuerwagen wie Triebfahrzeuge mit einigen Ausrüstungsgegenständen ausgestattet sein, die sie von herkömmlichen Wagen unterscheiden. Im Gegensatz zu den meisten Triebfahrzeugen sind die Ausrüstungsgegenstände meist nur einseitig in Fahrtrichtung des Führerstandes ausgerichtet. Ein Steuerwagen muss akustische Warnsignale von sich geben können, mit Signallichtern, einem Bahnräumer, einer Zugbeeinflussung und einer Sicherheitsfahrschaltung (SIFA) ausgestattet sein.
Teilweise sind Steuerwagen auch mit einer Sandstreu- und einer Spurkranzschmiereinrichtung sowie einer direktwirkenden Zusatzbremse ausgestattet.

## Einsatz

### Deutschland (nach 1950)

#### Nahverkehr

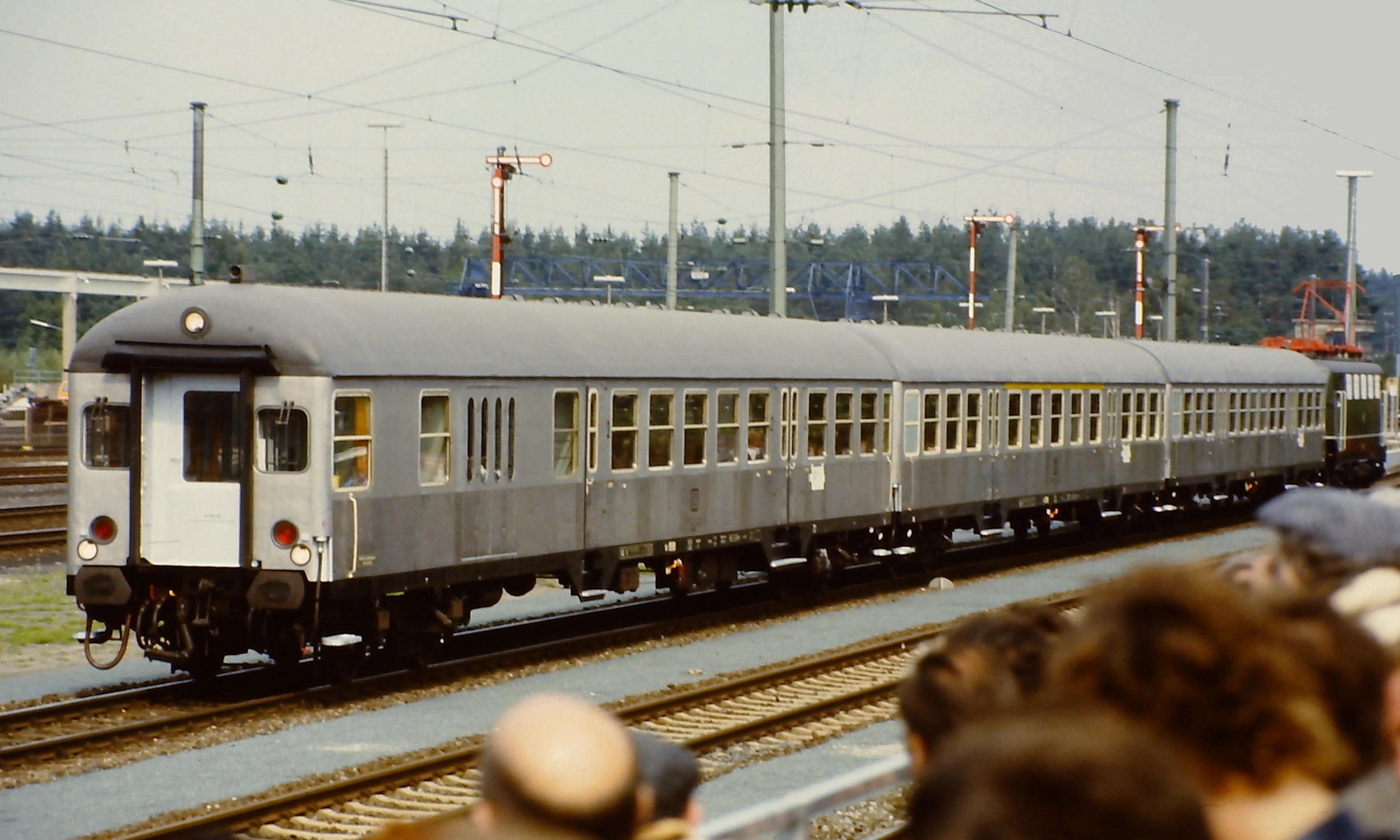
Wendezug mit n-Wagen und 141 072 beim Jubiläum 150 Jahre Deutsche Eisenbahnen, 1985

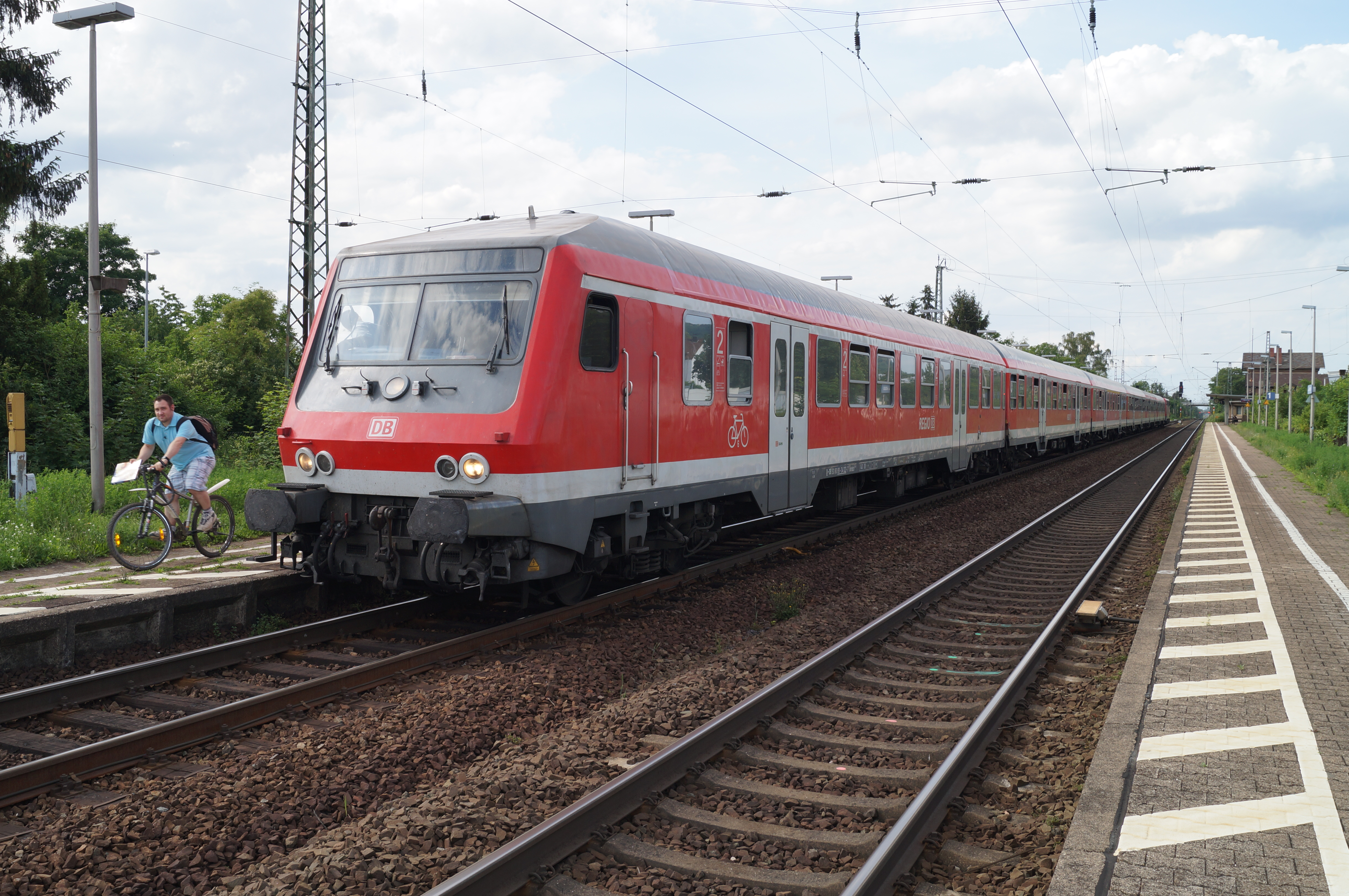
Steuerwagen mit sogenanntem Wittenberger Kopf

Bei der Deutschen Bundesbahn kamen Steuerwagen zunächst nur in Triebzügen vor, diese waren im Aussehen den entsprechenden Triebwagen angenähert, verfügten an einer Seite über einen Führerstand, jedoch über keinen Antrieb. Das gab es bei den Vorkriegsentwicklungen, als auch bei den selbst entwickelten Triebzügen wie VT 08, VT 12, VT 98 und  ETA 150. Die Triebwagen-Steuerwagen trugen und tragen eigene Baureihenbezeichnungen: VS 08, VS 12, VS 98 und ESA 150. Diese Steuerwagen waren nur mit dem entsprechenden Triebwagen einsetzbar und bis auf die VS 98 und ESA 150 fest mit den Triebzügen gekuppelt. Auch die zweiteiligen Dieseltriebzüge der Baureihe 628 verfügen lediglich über ein angetriebenes Drehgestell; eine Hälfte des Triebzuges ist als Steuerwagen ausgeführt und wird abweichend mit 928 bezeichnet.
Die Deutsche Bundesbahn beschaffte ab 1951 bei mit den Eilzugwagen auch Wagen mit Steuerabteil und Wendezugeinrichtung. Bei der Bestellung der n-Wagen orderte die DB auch im größeren Rahmen Steuerwagen bei verschiedenen Herstellern. Diese ersten Steuerwagen des Typs BDnf738 unterschieden sich von den Wagen ohne Steuerabteil lediglich durch den Einbau zweier Fenster, eines Gepäckabteils und eines Behelfsführerstands an einer Stirnseite des Wagens. Diese Wagen konnten wie übliche Wagen auch zwischen zwei anderen Personenwagen eingereiht werden und besaßen Übergänge für Fahrgäste. 1966 waren 350 Wagen dieser Bauart im Einsatz. Da der Führerstand wenig Platz und Komfort bereitstellte, waren diese Steuerwagen für einen konsequenten Einsatz vor Wendezügen nur bedingt geeignet; vom Lokomotivpersonal erhielten sie den Beinamen Hasenkasten. Bei Neubeschaffungen wurden ab 1971 reine Steuerwagen ohne Übergangsmöglichkeit gewählt, die mit einem regulären Führerstand ausgestattet waren; die alten Steuerwagen wurden entweder umgebaut oder ausgemustert. Nach dem im AW Karlsruhe hergestellten Prototyp hießen diese Karlsruher Kopf. Bis 1977 wurden insgesamt 309 Wagen hergestellt. Auch ältere Steuerwagen erhielten teilweise das neue Steuerabteil. Diese Steuerwagen konnten allerdings nur für Diesel- oder für Elektrotraktion verwendet werden. Sie wurden von unterschiedlichen Herstellern umgebaut, so dass es eine Vielzahl von Unterbauarten gibt.

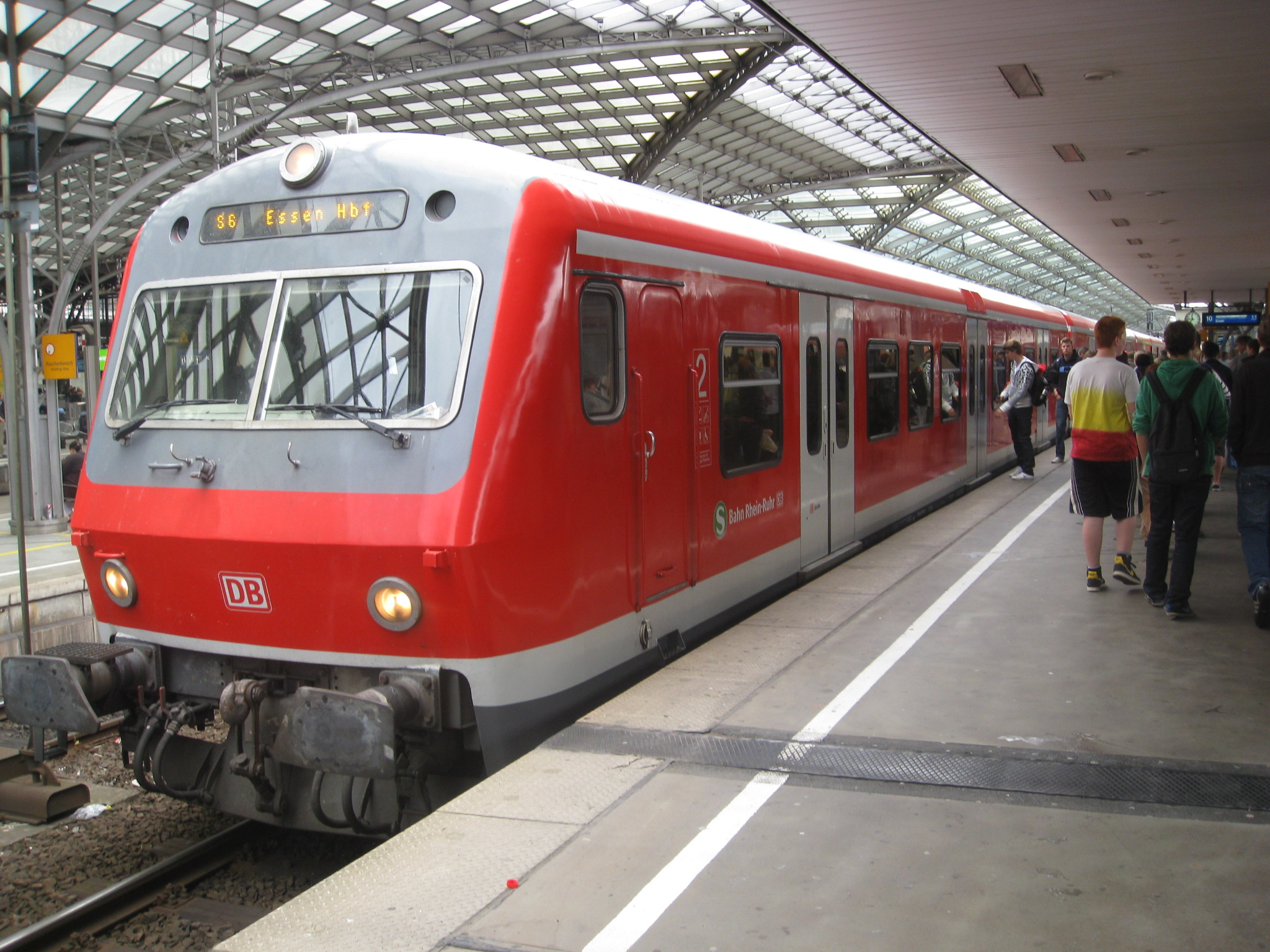
x-Wagen-Steuerwagen auf der S-Bahn Rhein-Ruhr

Der in den 1970er Jahren von der Bundesbahn eingeführte S-Bahn-Betrieb eröffnete neue Einsatzmöglichkeiten für Wendezüge. Bei der S-Bahn Rhein-Ruhr wurden zunächst testweise Triebwagen der Baureihe 420 eingesetzt. Für eine Serienbestellung entschied man sich jedoch für die Verwendung von lokbespannten Zügen, die in Verbindung mit Steuerwagen als feste Einheit im Wendezugbetrieb verkehren sollten. Ergebnis waren die x-Wagen, die zunächst in Verbindung mit Lokomotiven der Baureihe 111, nach der Wende mit Lokomotiven der Baureihe 143 eingesetzt wurden. Der dazugehörige Steuerwagen trägt die Bezeichnung Bxf796. Die ersten drei Prototypen dieses Steuerwagens wurden 1978 und 1979 fertiggestellt, von 1981 bis 1990 folgten 102 Steuerwagen für die S-Bahn Rhein-Ruhr und die S-Bahn Nürnberg. Der Steuerwagen der x-Wagen war der erste mit zeitmultiplexer Wendezugsteuerung ausgerüstete Typ. Dabei werden die Signale zur Steuerung der Lokomotive anders als bei früheren Steuerwagen digital statt analog übertragen. Darüber hinaus wurde erstmals der DB-Einheitsführerstand verwendet.
Die Deutsche Reichsbahn verwendete im regulären Betrieb ebenfalls zunächst nur Steuerwagen bei Triebwageneinheiten. Die ersten Seriensteuerwagen für lokomotivbespannte Züge waren nach längeren Versuchen und dem Betrieb mit Einzelstücken die Umbauten aus E5-Mitteleinstiegssteuerwagen für die S-Bahn Leipzig. Es folgen die fünfteiligen Doppelstockgliederzüge DGBgqe der Bauart 1970, die vierteiligen Doppelstockeinheiten DBvqe der Bauart 1971 und schließlich ab 1974 die Doppelstockeinzelwagen DBmqe. Diese wurden bis 1990 geliefert und dabei mehrmals in Details verändert. In der Folge wurden auch vorhandene vierteilige Doppelstockeinheiten der Bauarten 1952 und 1961 mit Führerständen ausgerüstet. Verwendet wurde eine 34-polige Wendezugsteuerung mit unterschiedlichen Fahrschaltertischen für Diesel- und Elektrolokomotiven. Serienmäßig mit Wendezugsteuerung wurden die Baureihen 211, 242, 243, 110 und 118 sowie Umbauten aus diesen ausgerüstet. Bis 1990 mussten allerdings die Strecken einzeln für den Wendezugbetrieb zugelassen werden. Die Folge war eine vergleichsweise geringe Verbreitung. Insbesondere auf Nebenbahnen verkehrten Wendezüge nur in wenigen Fällen.
Nach der Wiedervereinigung wurden auf Basis der Görlitzer Doppelstocksteuerwagen drei weitere Generationen entwickelt, deren Steuerwagen sich voneinander vor allem in der Kopfform unterscheiden.
Die Deutsche Bahn wollte einen variabel einsetzbaren Steuerwagen, für Diesel- und Elektrotraktion, darum wurde im AW Wittenberge ein neuer Steuerwagentyp für n-Wagen entwickelt, der für beide Traktionsarten geeignet war und sich in der kantigen Kopfform vom Karlsruher Typ unterschied. Die Frontpartie wurde aus glasfaserverstärktem Kunststoff hergestellt. Zunächst wurden reine Sitzwagen umgebaut, später auch Steuerwagen der ersten Bauarten. Teilweise erhielten diese Steuerwagen auch Fernscheinwerfer.
Ab 1994 entstanden bei den laufenden Modernisierungen von Halberstädter Mitteleinstiegswagen, auch Steuerwagen mit Wittenberger Kopf. Bis 1997 fanden 197 Umbauten in Bybdzf482statt.
Aus weitergehenden Umbauten gingen die Modus-Wagen hervor. Auf Bodenrahmen und Drehgestelle der Bmh-Wagen wurden neue Wagenkästen in Aluminiumbauweise gesetzt, wobei auch 45 für 140 km/h zugelassene Steuerwagen entstanden. Diese erhielten eine neue, dynamische Kopfform, ein durchgehendes Fensterband und moderne Toiletten. Die Ausmusterung dieser Wagen war zum Fahrplanwechsel 2017 beendet.
Doppelstocksteuerwagen sind vor allem in Ballungsräumen anzutreffen; darunter ausschließlich solche mit Niederflureinstiegen. Die Wagen der Lieferung 1992 (DABgbuzf 760) wurden mit konventioneller 34-poliger und zusätzlich zeitmultiplexer Wendezugsteuerung geliefert, alle folgenden nur noch mit zeitmultiplexer.

Bombardier-Doppelstocksteuerwagen
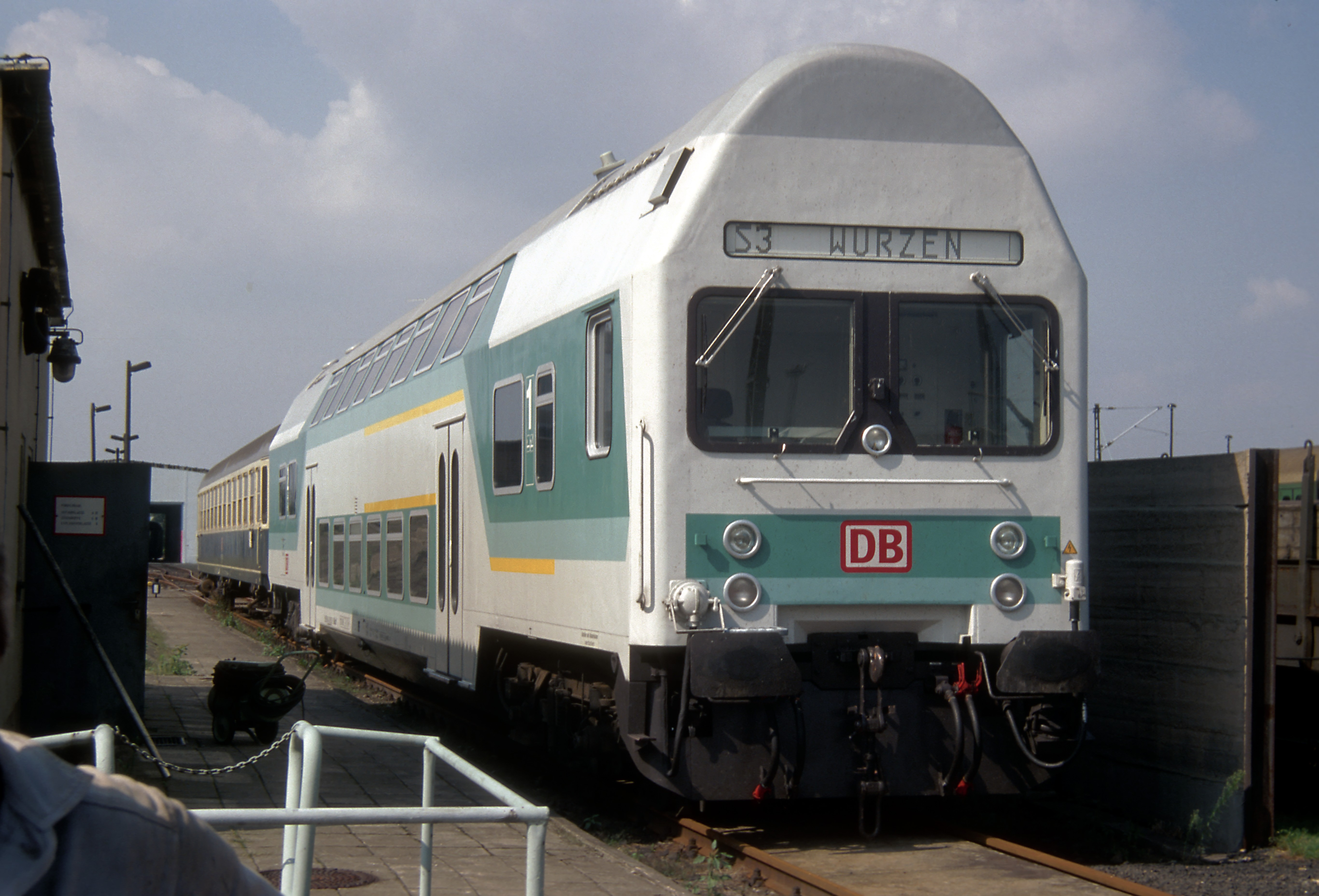
Steuerwagen der ersten Generation (zweite Modernisierungsstufe mit alter Kopfform)
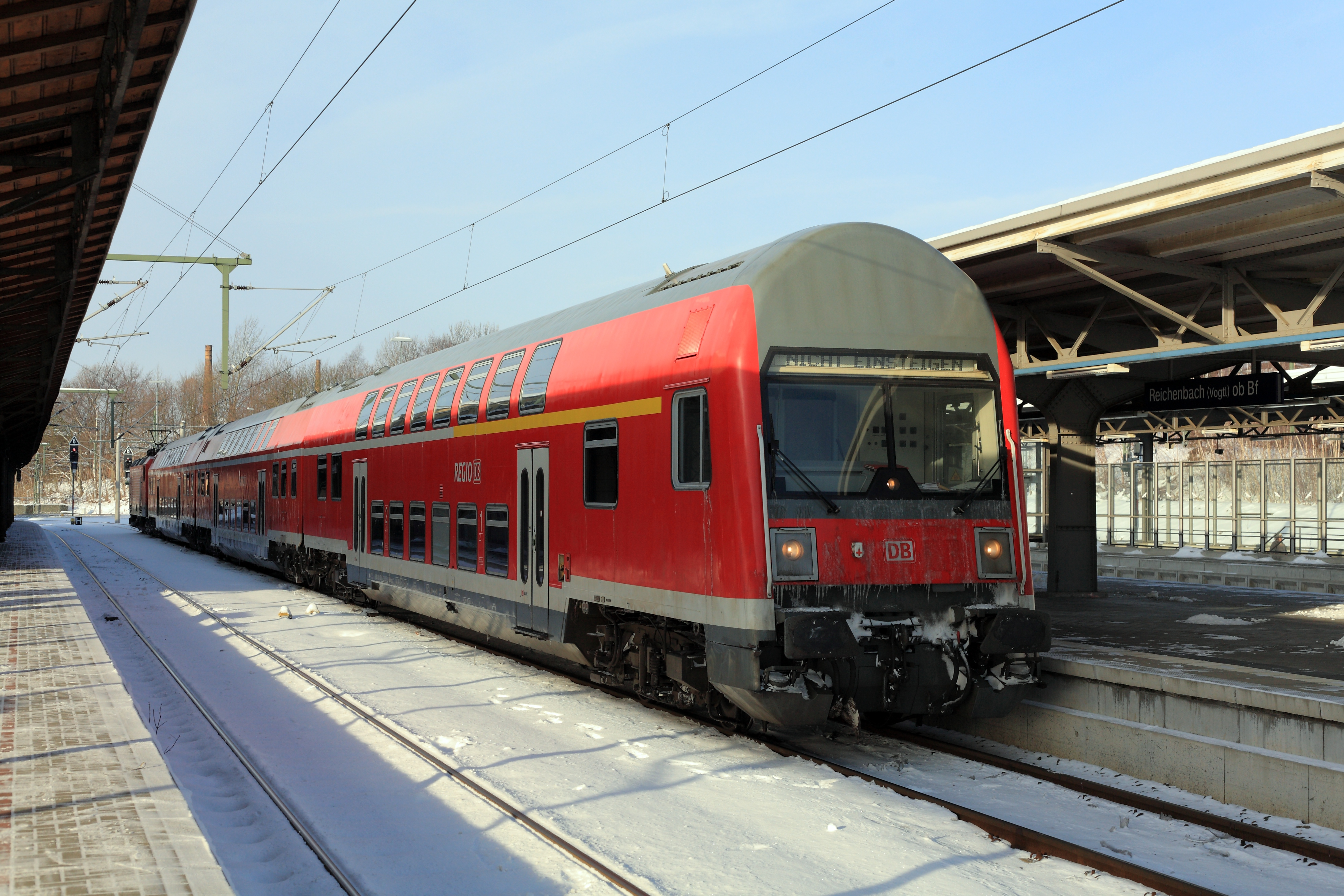
Steuerwagen der zweiten Generation
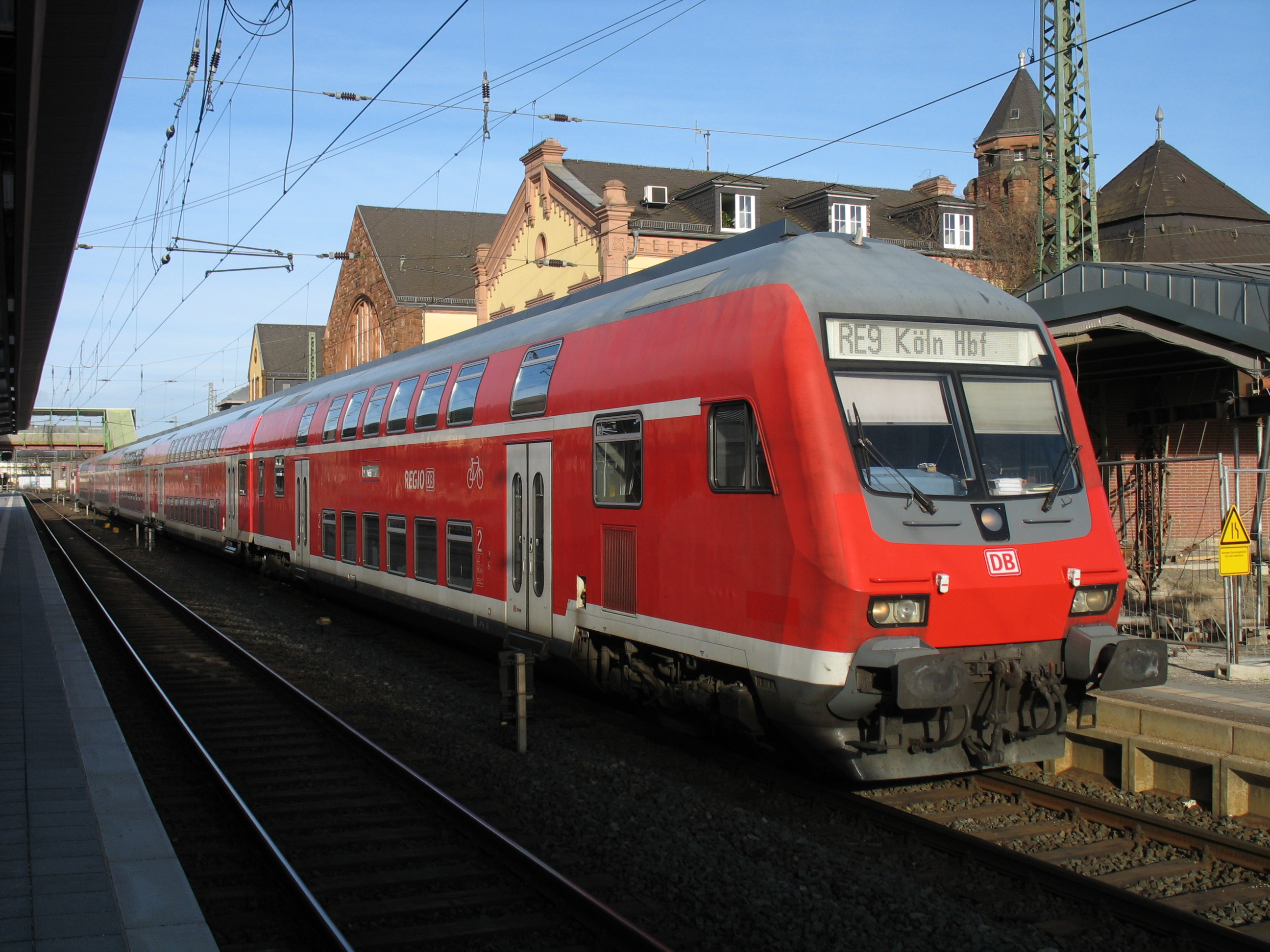
Steuerwagen der dritten Generation
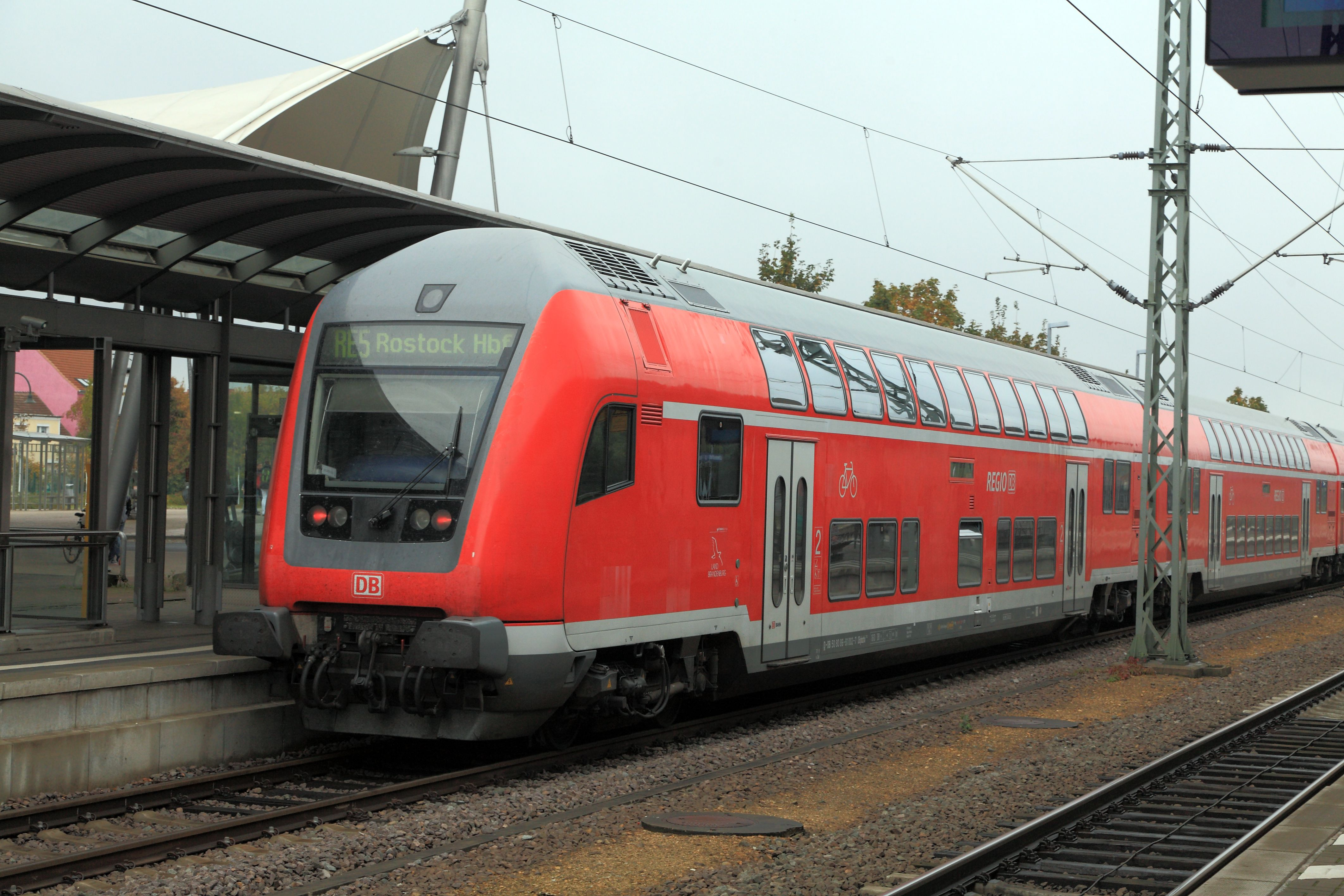
Steuerwagen der vierten Generation

- Steuerwagen der ersten Generation (zweite Modernisierungsstufe mit alter Kopfform)
- Steuerwagen der zweiten Generation
- Steuerwagen der dritten Generation
- Steuerwagen der vierten Generation

#### Fernverkehr

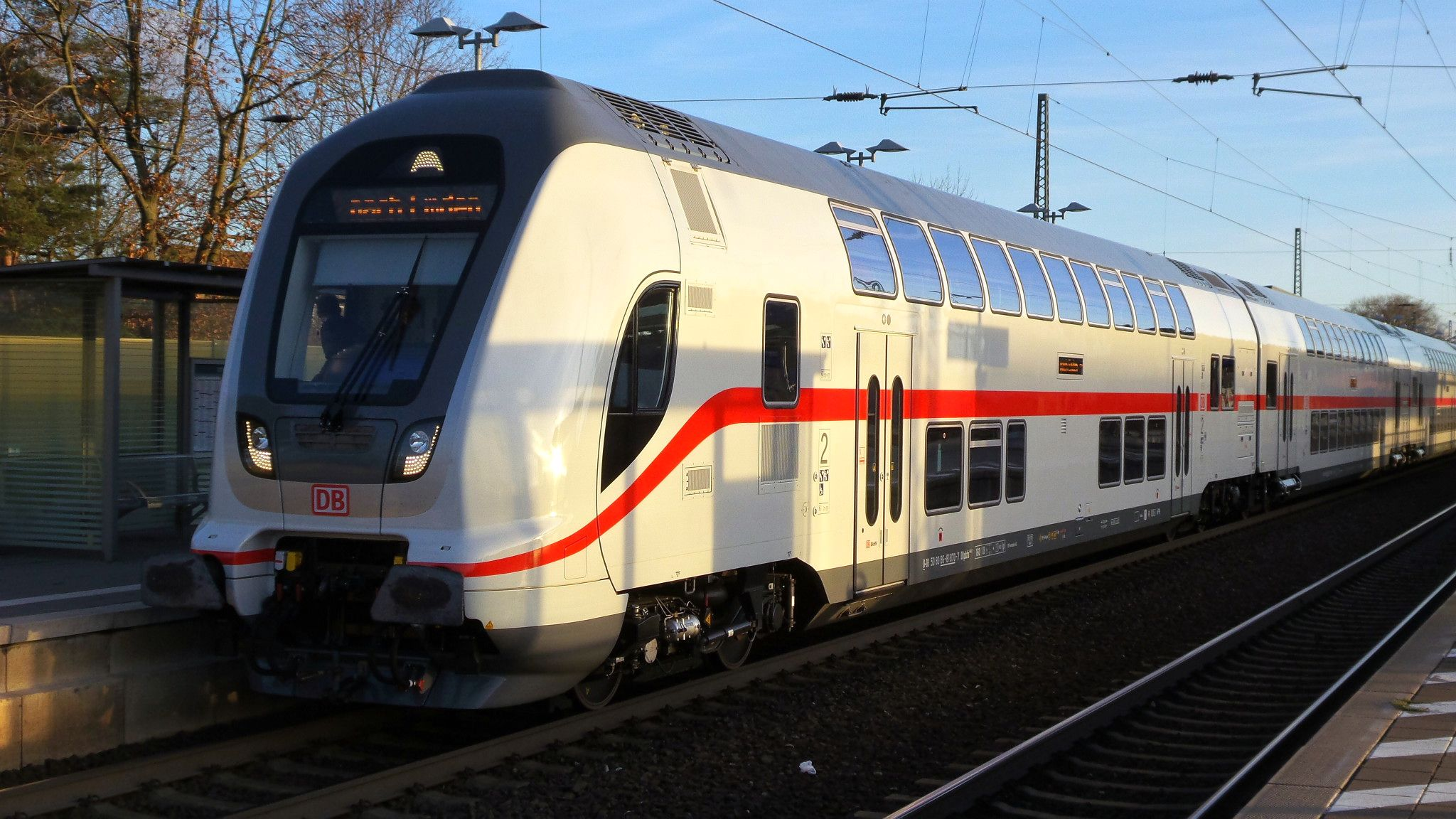
Intercity-2-Steuerwagen am ersten fahrplanmäßigen Betriebstag im Bahnhof Nienburg (Weser)

Erst seit 1995 gibt es in Deutschland auch Fernverkehrszüge mit Steuerwagen, die bis zu 14 Wagen lang sein können und 200 km/h erreichen. Da bisher nur Erfahrungen im Bereich bis 140 km/h vorlagen, wurden 1991 auf der Schnellfahrstrecke Mannheim–Stuttgart Versuchsfahrten mit für 200 km/h geeigneten Steuerwagen der schwedischen Staatsbahn gemacht. Aufgrund der Ergebnisse entschied sich die DB, Steuerwagen für den Fernverkehr in Auftrag zu geben. Die IC/IR-Steuerwagen entstanden durch Umbauten aus zum Umbauzeitpunkt erst wenige Jahre alten und praktisch neuwertigen Halberstädter Z-Wagen, indem diese mit einem Führerstand und den notwendigen Steuerungseinrichtungen ausgestattet wurden. Auch ein Ballastgewicht zur Erhöhung des Eigengewichtes wurde eingefügt. Es wurden zunächst 20 Wagen für den IR-Verkehr und ab 1996 12 Wagen für den IC-Verkehr gebaut. Ab 1997 wurden weitere Wagen zu Steuerwagen umgebaut, deren Basis Bom-Wagen der ehemaligen DR waren. 63 Wagen wurden ohne Druckertüchtigung gebaut, 12 Wagen mit Druckertüchtigung. 1999 wurden die beiden Steuerwagen des Metropolitan als Neubauten fertiggestellt. Diese siebenteiligen Hochgeschwindigkeitswagenzuggarnituren wurden für 220 km/h zugelassen.
Auch einige Intercity-Express besitzen Steuerwagen: Da die erste Generation der ICE im Betrieb nicht teilbar sind und in Schwachlastzeiten daher nicht effizient genug genutzt werden konnten, wurde die Zuglänge der Nachfolgebauart ICE 2 verringert und ein Triebkopf durch einen Steuerwagen ersetzt.
Die Deutsche Bahn setzt seit dem 13. Dezember 2015 unter der Markenbezeichnung Intercity 2 Wendezüge aus Doppelstockwagen des Typs Bombardier Twindexx Vario gemeinsam mit Lokomotiven der Baureihen 146.5 und 147.5 auf verschiedenen Intercity-Linien ein. Die zugehörigen Steuerwagen besitzen ein neues Design; ein erster Wagen wurde auf der Innotrans 2014 vorgestellt.

### Frankreich
Abgesehen von den elektrischen Triebzügen der Metro und Vorortsbahnen kamen in Frankreich 1933 erstmals Wendezüge zum Einsatz, dies mit Doppelstockwagen und Dampflokomotiven. Nach dem Zweiten Weltkrieg wurden mit Stahlwagen der Baujahre ab 1930 Wendezüge hergerichtet. Ab 1961 kamen die typischen Inox-Wageneinheiten RIB (Banlieue = Vorortsverkehr) und RIO (Omnibus = Regionalverkehr) in Betrieb, die aus drei bis vier fest gekuppelten Wagen bestanden, wobei der letzte Wagen immer als Steuerwagen ausgeführt war. Ab 1974 wurden diese Einheiten durch Doppelstockwagen ergänzt und teilweise ersetzt. Auch diese Fahrzeuge waren von Beginn an für den Wendezugbetrieb eingerichtet. Bereits 1978 kamen die ersten Corail-Steuerwagen in Betrieb, womit auch im Mittelstrecken- und Fernverkehr Wendezüge Einzug hielten.

### Österreich

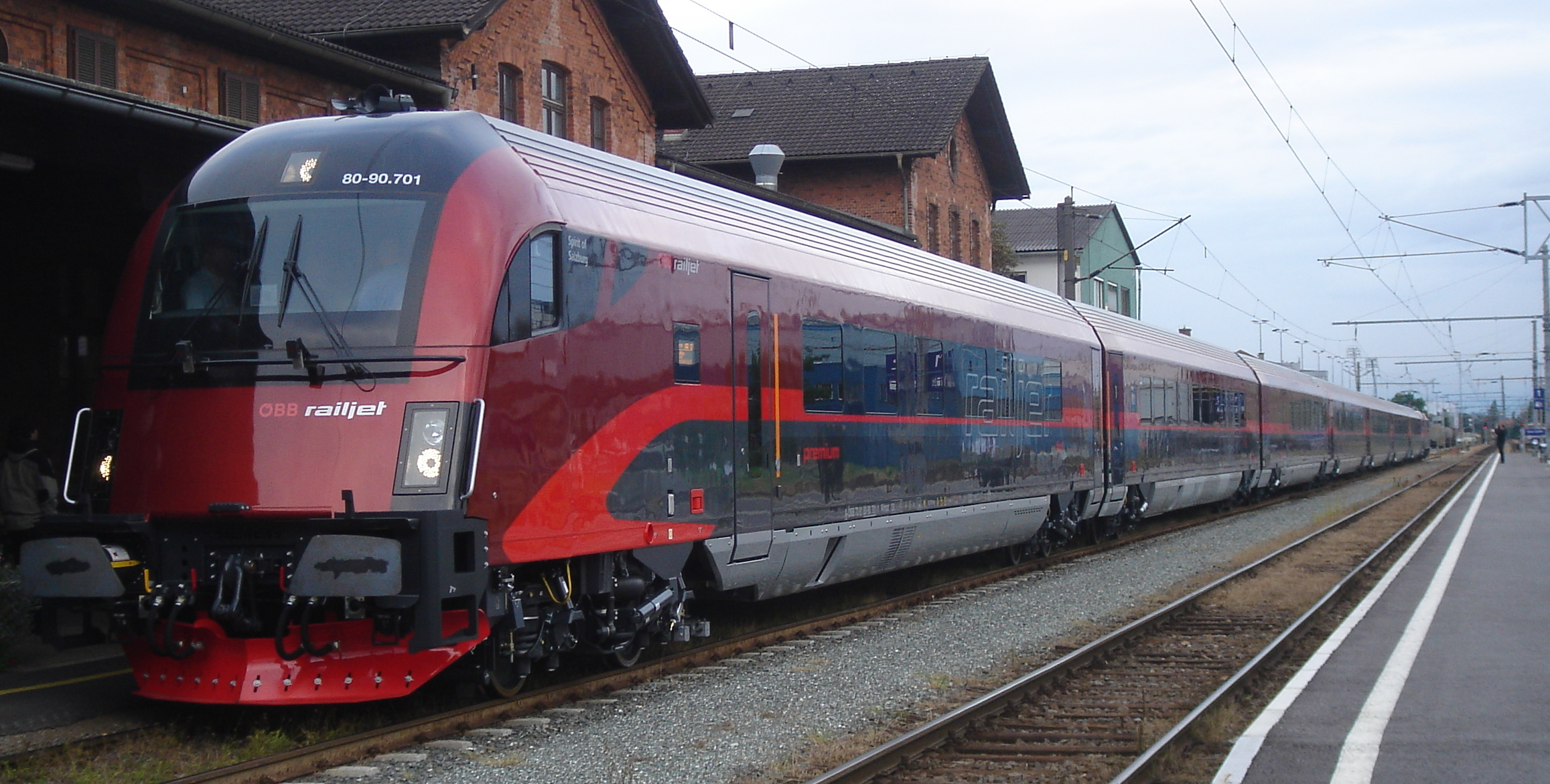
Railjet-Steuerwagen

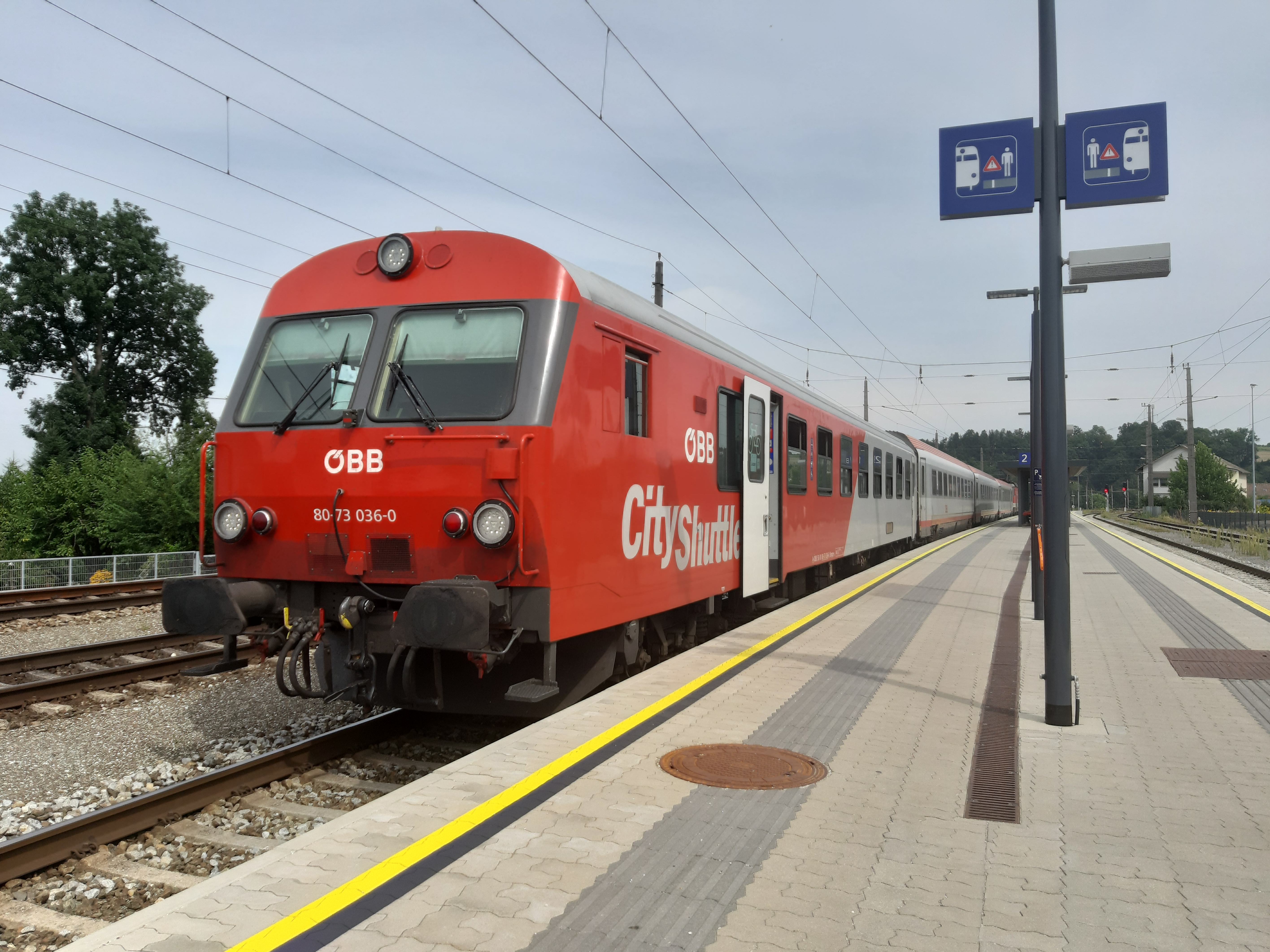
ÖBB 80-73 036 an der Spitze des Intercity 601 von Linz nach Graz in Bad Hall.

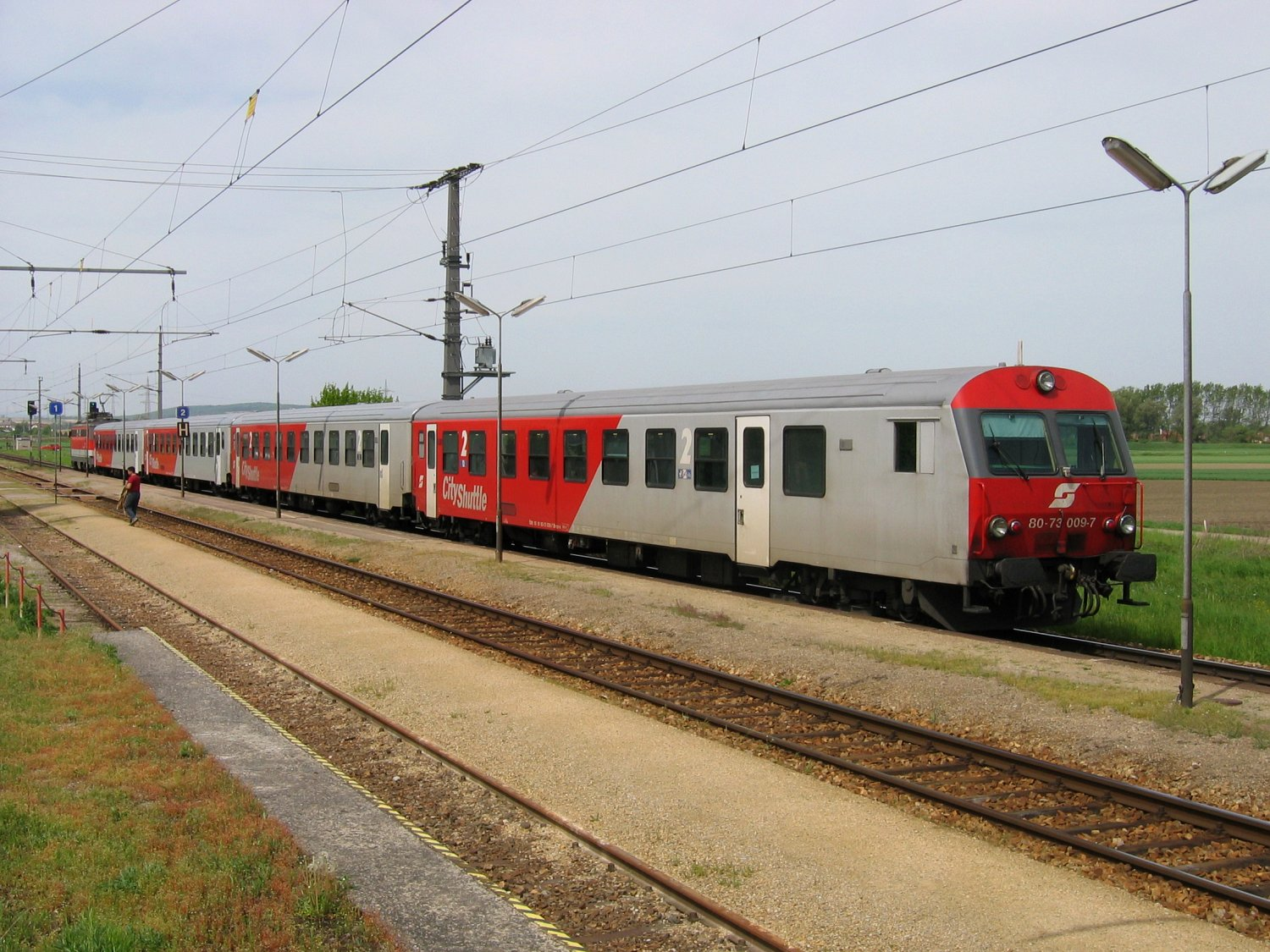
CityShuttle-Wendezug der ÖBB

In Österreich waren Steuerwagen bis in die frühen 1990er Jahre nur als Bestandteile von mehrteiligen Triebzügen üblich. Mit der Umstellung stark ausgelasteter Regionalverbindungen auf Wendezüge entstanden auch die erforderlichen Steuerwagen: erst für die „City Shuttle“-Doppelstockwagen, danach auch solche, die zu den weit verbreiteten (eingeschossigen) Bmpz-Wagen passten. Außer den neu gebauten Elektrolokomotiven der Baureihen 1014, 1016/1116/1216 und 2016, die bereits im Auslieferungszustand wendezugfähig waren, wurden die Reihen 1042 und 1044 nachträglich für den Wendezugbetrieb adaptiert und in 1142 beziehungsweise 1144 umgezeichnet.
Im Fernverkehr kommen in wenigen Zügen deutsche IC/IR-Steuerwagen zum Einsatz, die erst 2007 eine Zulassung zum selbständigen Steuern für das Streckennetz der ÖBB erhalten haben. Hierbei handelt es sich jedoch um Garnituren der DB, die zwischen deutschen und österreichischen Städten unterwegs sind. Fernverkehrssteuerwagen der ÖBB kamen erstmals ab Dezember 2008 in Form der Railjet–Züge fahrplanmäßig in Österreich zum Einsatz. In manchen Fernzügen, wie den Intercitys von Graz Richtung Nordwesten, laufen auch planmäßig Steuerwagen der Gattung Bmpz-s 80-73 (CityShuttle Steuerwagen), um auch in Zügen, die aus Eurofima- und Modularwagen bestehen, einen Wendezugbetrieb gewährleisten zu können.
Bei den Wiener U-Bahn-Zügen der Reihen V und X sind die Endwagen antriebslos und damit praktisch Steuerwagen mit eigenen Typenbezeichnungen v und x, doch sind die Einheiten fest gekuppelt und nur in der Werkstatt trennbar.

### Schweiz

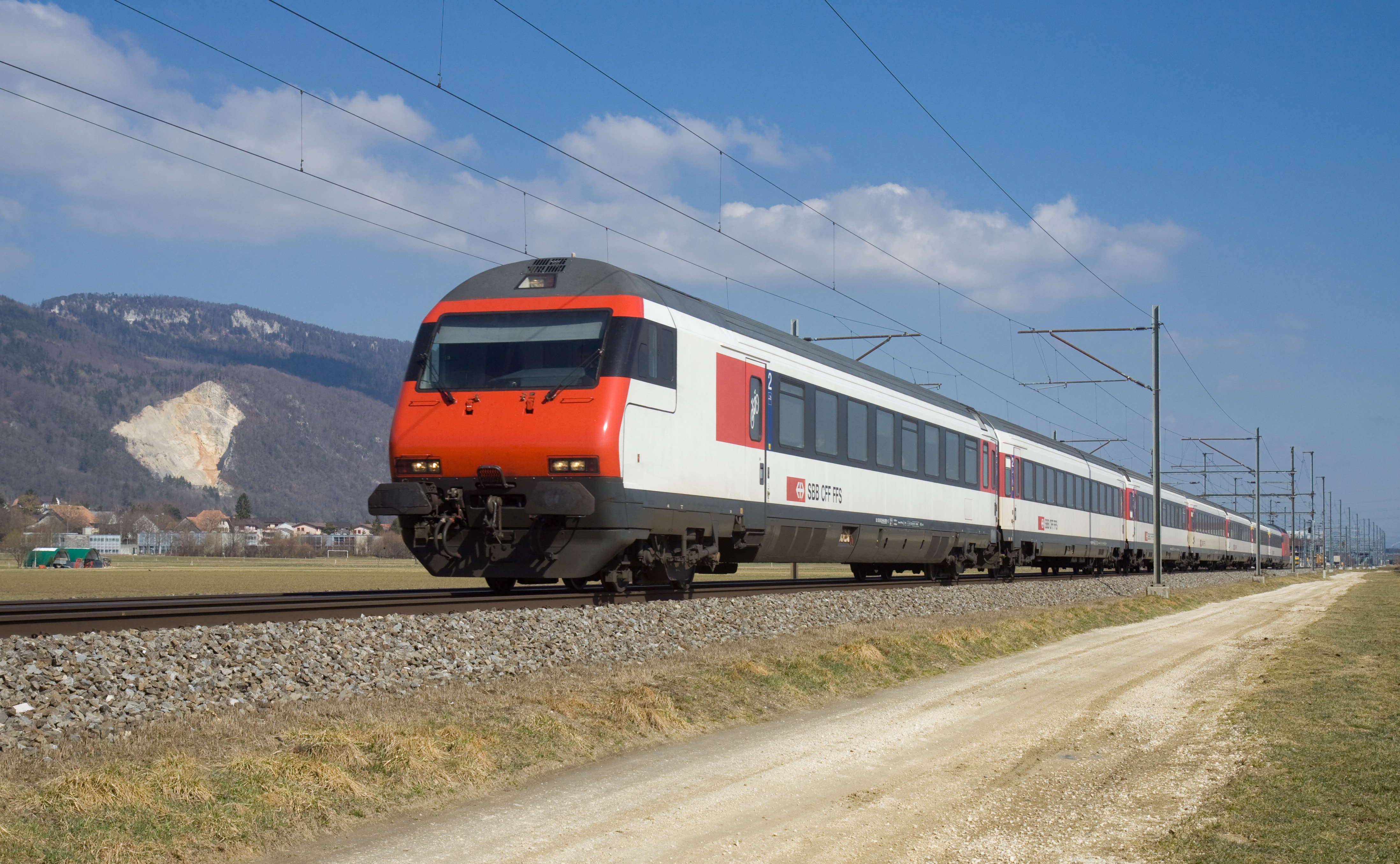
Bt-Steuerwagen der SBB an der Spitze eines Interregios Konstanz–Biel bei Oberbuchsiten. Eine Re 460 schiebt am hinteren Ende.

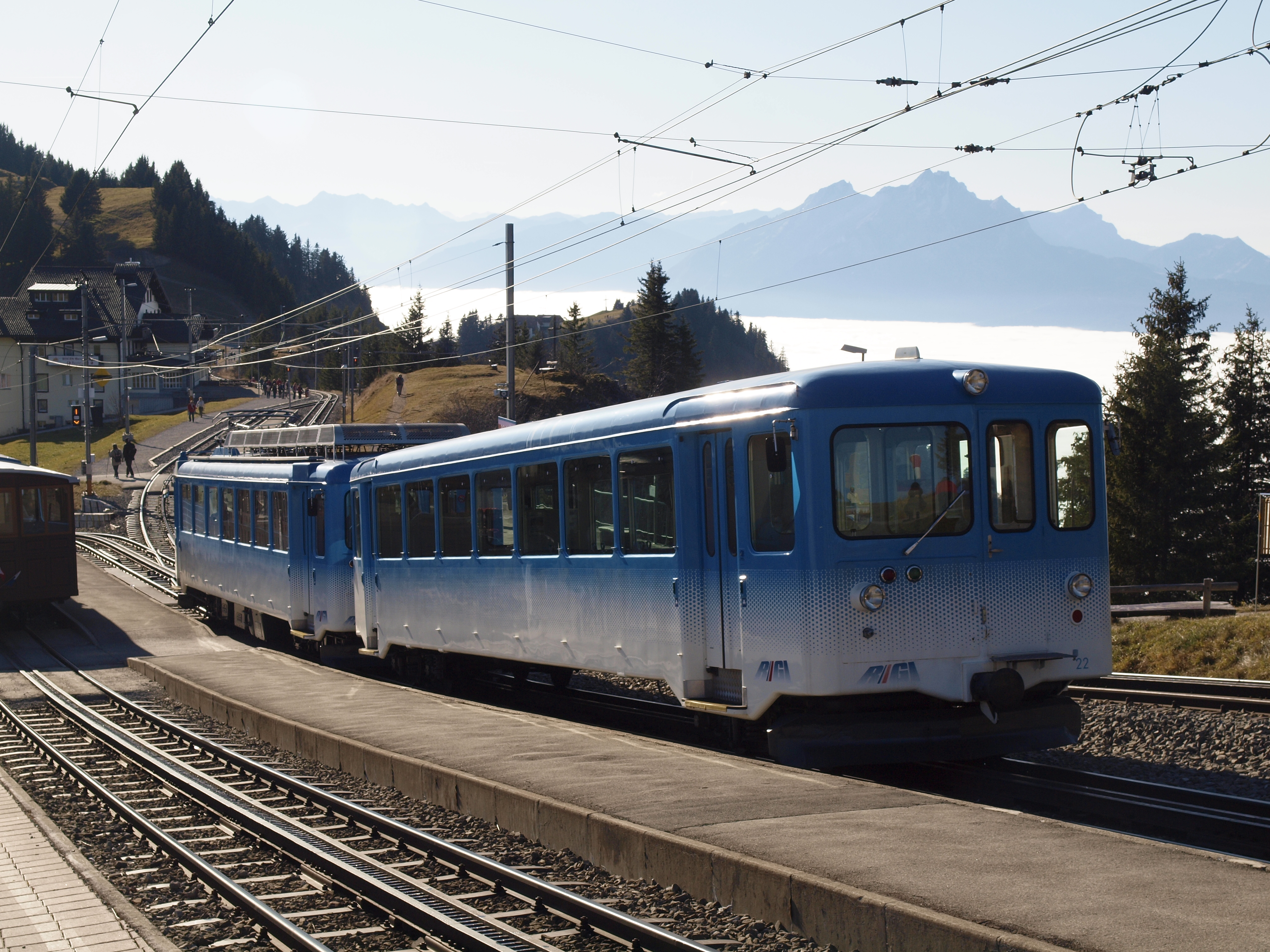
Die Steuerwagen der Rigibahnen ähneln wagenbaulich den passenden Triebwagen.

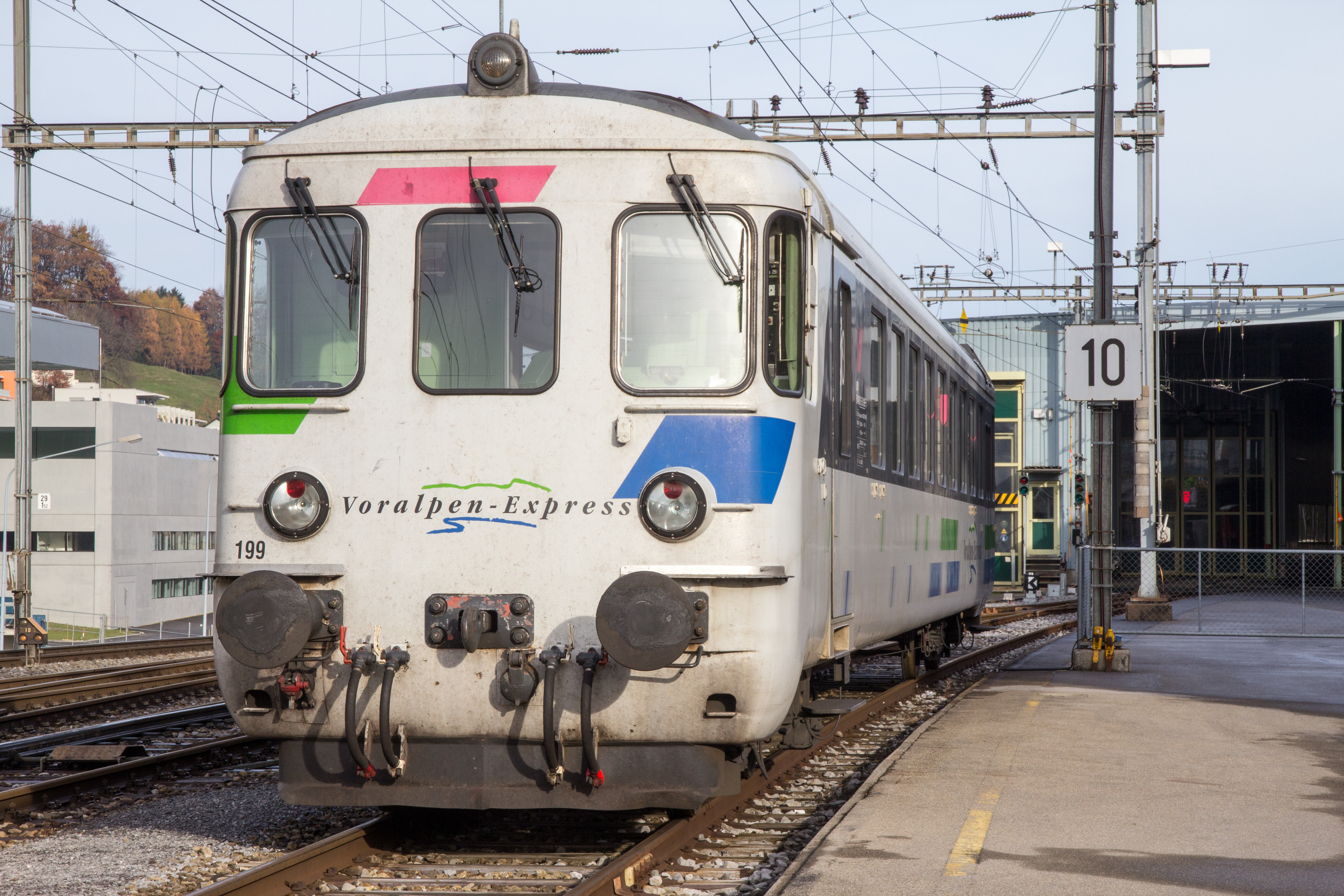
Der SOB-Steuerwagen BDt gehörte zu den Einheitswagen I und verkehrte bis 2013 im Voralpen-Express.

Klassisches Land der Steuerwagen ist die Schweiz. Im Zusammenhang mit der frühen Elektrifizierung kam sehr bald der Gedanke auf, Züge von einem zuerst als Zugführungswagen bezeichneten Eisenbahnwagen aus zu steuern, um an den Endbahnhöfen die zeitaufwändigen Wendemanöver wie das Umstellen der Lokomotive ans andere Zugende zu eliminieren. Anders als im restlichen deutschen Sprachraum werden in der Schweiz solche Garnituren als Pendelzüge bezeichnet. Die Steuerung wird dabei als Vielfachsteuerung bezeichnet.
Die ersten Steuerwagen kamen 1906 auf der Martigny-Châtelard-Bahn zum Einsatz. Die SBB machten 1923 einen ersten Versuch mit einem behelfsmäßig umgebauten zweiachsigen Gepäckwagen. Ab 1926 kamen 10 vierachsige Steuerwagen mit Holzkasten in Betrieb. In den Bauformen Leichtstahlwagen und Einheitswagen I, II und III wurden Steuerwagen in verschiedenen Ausführungen (1./2. Klasse, 2. Klasse, 2. Klasse mit Gepäckraum, Gepäckwagen teilweise mit Postabteil) beschafft oder aus Umbau gewonnen. Zu den RBDe 4/4 (NPZ) entstanden Steuerwagen in gleicher Anzahl. Für die S-Bahn Zürich wurden 115 Doppelstock-Pendelzüge (DPZ) mit Re 450 und Steuerwagen beschafft. Für Pendelzüge mit den Re 460 wurden einstöckige Steuerwagen des Typs Bt IC (aus der Baureihe der EuroCity-Wagen) und doppelstöckige Bt IC2000 beschafft. Bei den normalspurigen Privatbahnen kamen ähnliche Bauarten wie bei der SBB in Betrieb, daneben gab es vielfältige Umbauten aus den verschiedensten Wagentypen und einige Steuerwagen, die wagenbaulich auf den jeweiligen Triebwagen basierten. Mindestens so groß ist die Vielfalt auf Schmalspur. Neben schmalspurigen Einheitswagen und Niederflurwagen wurden zahlreiche Steuerwagen in ähnlicher Kastenform wie die zugehörigen Triebwagen gebaut.

### Ungarn

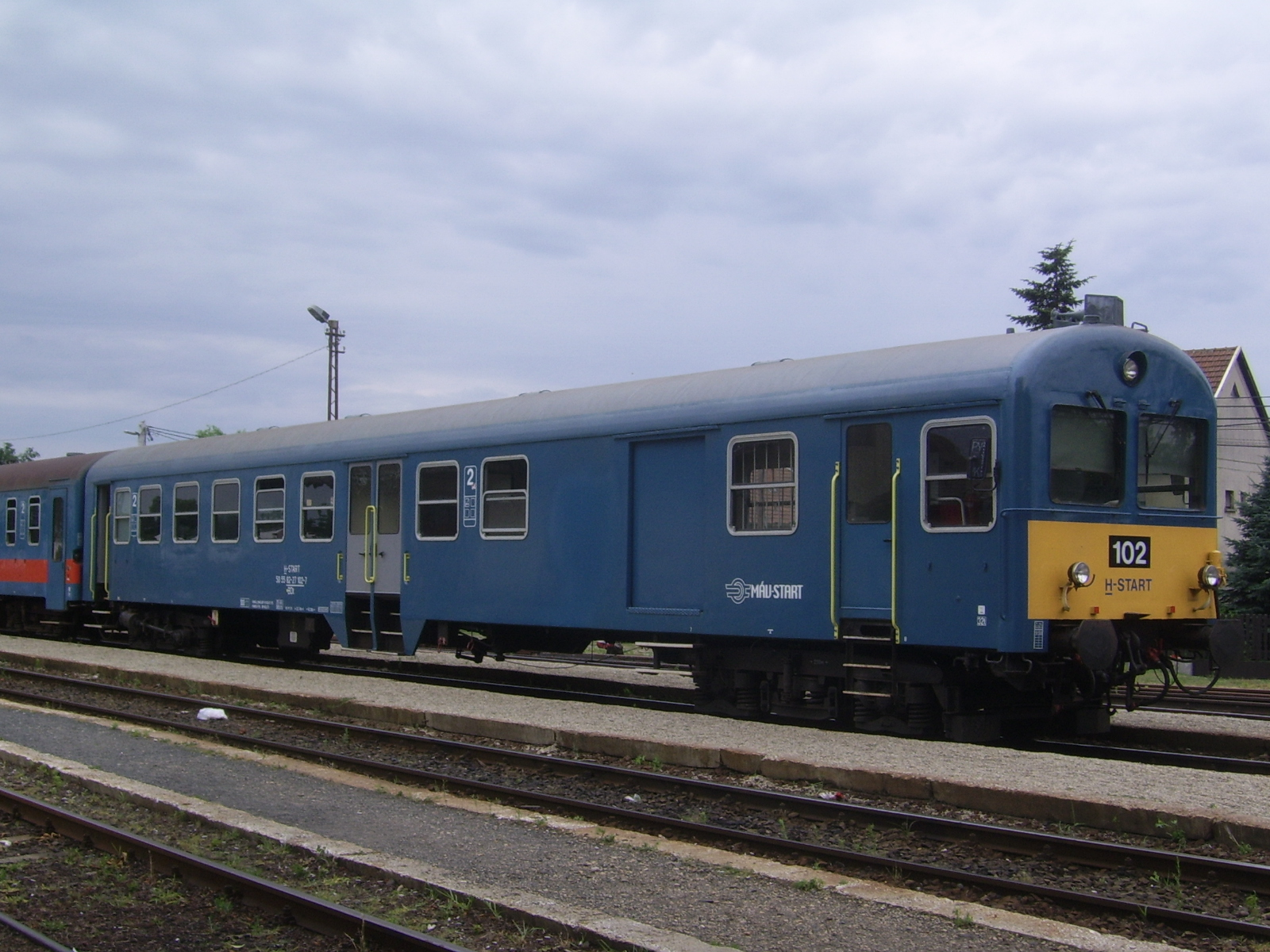
Ungarischer Steuerwagen BDt, später BDdf (MÁV)

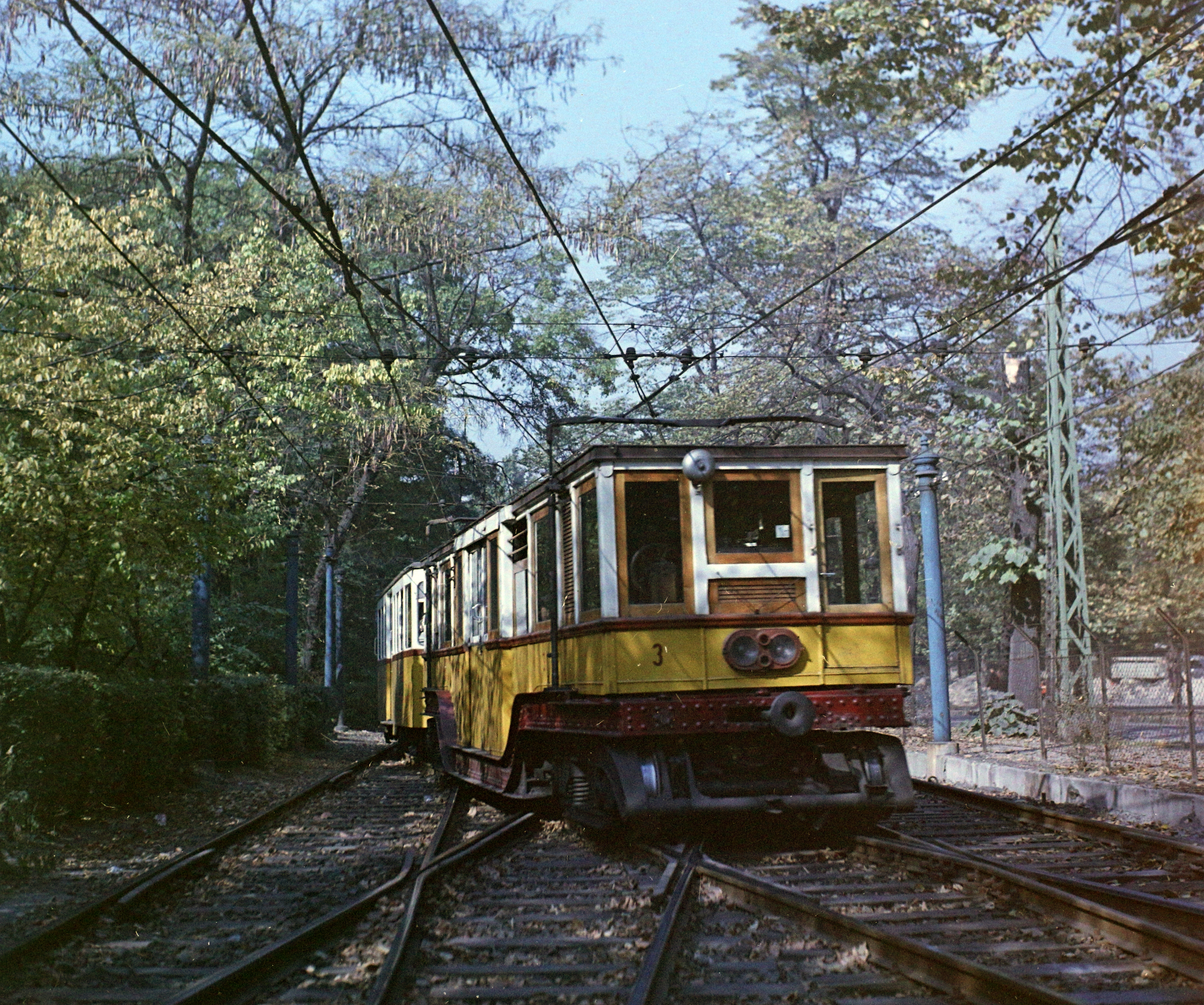
Budapest: U-Bahn-Wendezug, 1969

Steuerwagen waren ab Mitte der 1960er Jahre im Vorortverkehr der ungarischen Hauptstadt Budapest so weit verbreitet, dass ein nahezu reiner Wendezugbetrieb möglich war. Bei Dampflokomotiven (vorwiegend der Reihe 424) wurde eine indirekte Steuerung angewendet, hier waren die Lokomotiven auch im Schiebedienst mit Personal besetzt, das vom Befehlswagen aus mit Meldelampen und Warnglocken zum Anfahren aufgefordert wurde. Der äußerlich sichtbare Unterschied dieser Befehlswagen zu den üblichen im elektrischen Wendezugbetrieb verwendeten Wagen war der umlaufende rote Streifen unter den Fenstern. Mit der Einstellung des Dampfbetriebs wurden die Befehlswagen ebenfalls mit einer direkten Wendezugsteuerung ausgerüstet. Der Einsatz erfolgte in der Regel mit Lokomotiven der Baureihe M41 (mit Steuerwagen BDt 100) und V43 (BDt 300), gelegentlich auch mit der Baureihe M40 (BDt 000) und V42 (Ward-Leonard, mit Steuerwagen BDt 200).
Hergestellt waren die Wagen passend zur Bhv-Serie mit zwei quadratischen Frontscheiben auf der senkrechten Stirnwand und zusätzlich angesetzter Dreilicht-Spitzenbeleuchtung. Hinter dem Führerraum befinden sich ein Schwerlastabteil und ein kleines Sitzabteil. Ab dem mittleren Einstiegsraum entsprechen sie den übrigen Bhv-Wagen. Ab Ende der 1990er Jahre wurden die Wagen schrittweise modernisiert und umgebaut, sodass heute kaum noch Steuerwagen im Originalzustand existieren. Die umgebauten Wagen haben ihre Grundaufteilung erhalten, jedoch wurden sie mit neuer Inneneinrichtung, Schwenkschiebetüren, isolierten Fenstern und modifizierter Stirnwand ausgestattet.
Darüber hinaus verwendete auch die Linie M1 der Metró Budapest von 1960 bis 1973 zweiachsige Steuerwagen zusammen mit vierachsigen Triebwagen.

## Einschränkungen

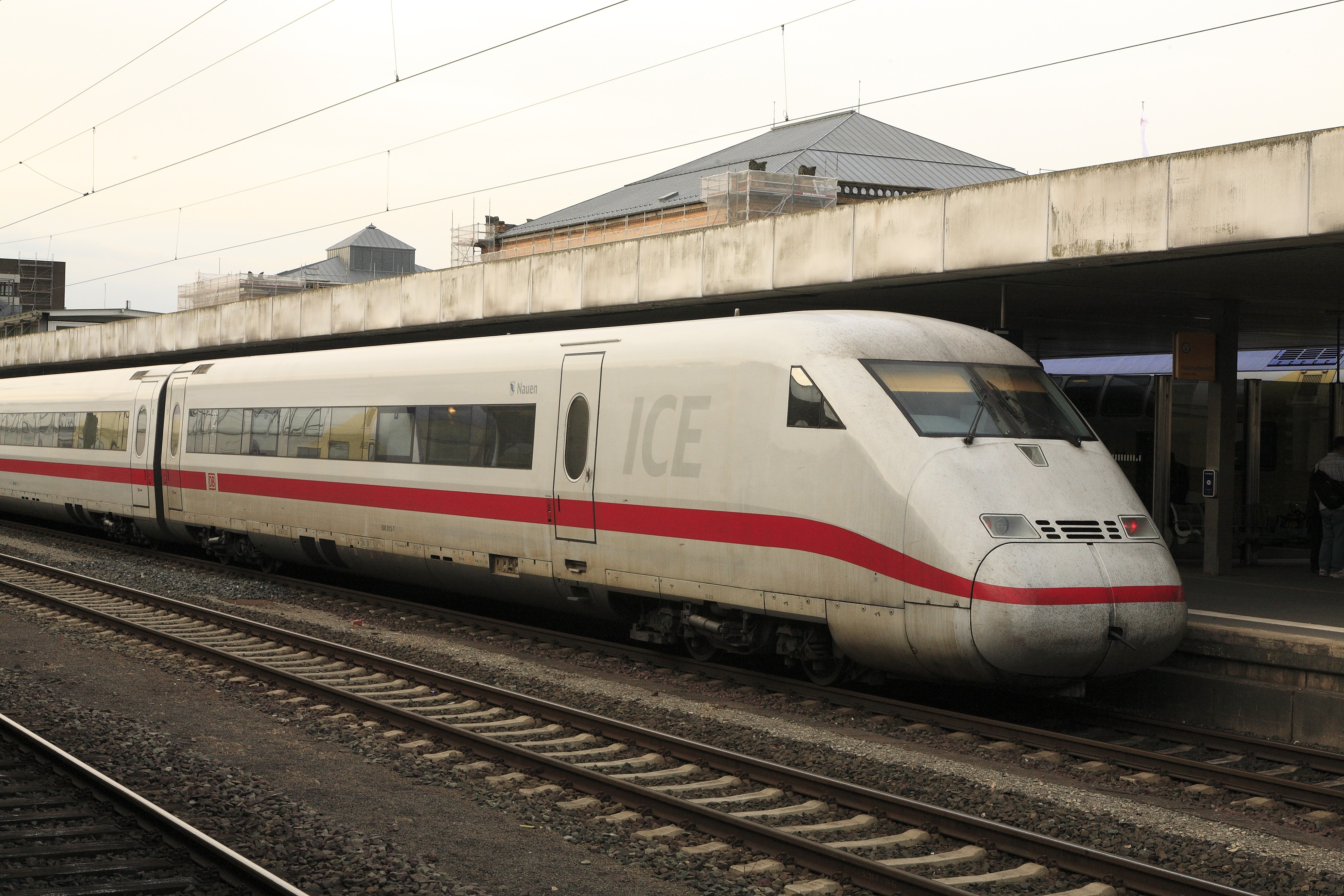
Steuerwagen 808 013 eines ICE 2 der DB in Hannover Hbf

Die Länge von geschobenen Zügen war bei der Deutschen Bundesbahn ursprünglich aus Gründen der Seitenführungsdynamik auf zehn Wagen beschränkt, wobei die maximale Höchstgeschwindigkeit 120 km/h, nach 1980 140 km/h, nicht überschritten werden durfte. Zunächst stellte diese Tatsache kaum eine Einschränkung dar, da Steuerwagen hauptsächlich vor Nahverkehrszügen verwendet wurden, die geringe Geschwindigkeiten erreichten und selten aus mehr als sechs Wagen bestanden. Die Deutsche Reichsbahn handhabte den Wendezugbetrieb deutlich restriktiver, anfangs waren nur 28 Achsen vor der Lokomotive und geschoben eine Geschwindigkeit von 90 km/h zulässig, zusätzlich mussten die Strecken einzeln für den Wendezugbetrieb zugelassen werden. Die zugelassenen Strecken waren in den SbV jeder Rbd einzeln aufgeführt. Musste mit einer Wendezugeinheit eine nicht zugelassene Strecke befahren werden, so war das Triebfahrzeug umzusetzen. Mit zunehmender Erfahrung wurden die Restriktionen in den 1970er Jahren gelockert. Mittlerweile sind Geschwindigkeiten von 160 km/h auch für in Doppelstockbauweise ausgeführte und somit windempfindlichere Steuerwagen unbedenklich. 1995 ließ die Deutsche Bahn die ersten Steuerwagen für den Fernverkehr mit 200 km/h umbauen. Sie entstanden aus Halberstädter Z2-Wagen, in einer ersten Lieferung im Interregioanstrich und wenig später in einer nur wenig veränderten Bauart auch für Intercityzüge. 2013 bestellte die Deutsche Bahn Doppelstockwagen mit Steuerwagen für 190 km/h bei Škoda Transportation, die für 200 km/h zugelassenen Steuerwagen des IC2000 werden in der Schweiz seit 1997 eingesetzt.
Eine Sonderstellung nehmen die ICE 2 ein, die dank einer Sondergenehmigung des Eisenbahn-Bundesamtes auf den Neubaustrecken mit Steuerwagen voraus bis zu 250 km/h fahren dürfen. Hier hatte man anfangs große Probleme mit Seitenwind, der bei langsameren Wendezügen normalerweise keine Schwierigkeiten bereitet oder zumindest durch Erhöhung der Achslast beherrschbar ist, bei hohen Geschwindigkeiten jedoch zu gefährlichen Schwingungen des Wagenkastens führen kann. Aus diesem Grund musste die Strecke Hannover–Berlin beispielsweise mit Windwarnanlagen, die für die ICE 2 mit an der Spitze laufendem Steuerwagen bei böig auftretendem Seitenwind die zulässige Geschwindigkeit selbsttätig auf 200 km/h reduzieren, Windschutzwänden und Windschutzwällen ausgerüstet werden.
Nur wenn der Wagenzug über einen Wire Train Bus verfügt, ist vom Steuerwagen aus ein Zugriff auf die Diagnosefunktionen moderner Lokomotiven möglich. Dies erleichtert die Bedienung der Lokomotiven vor allem im Störungsfall.

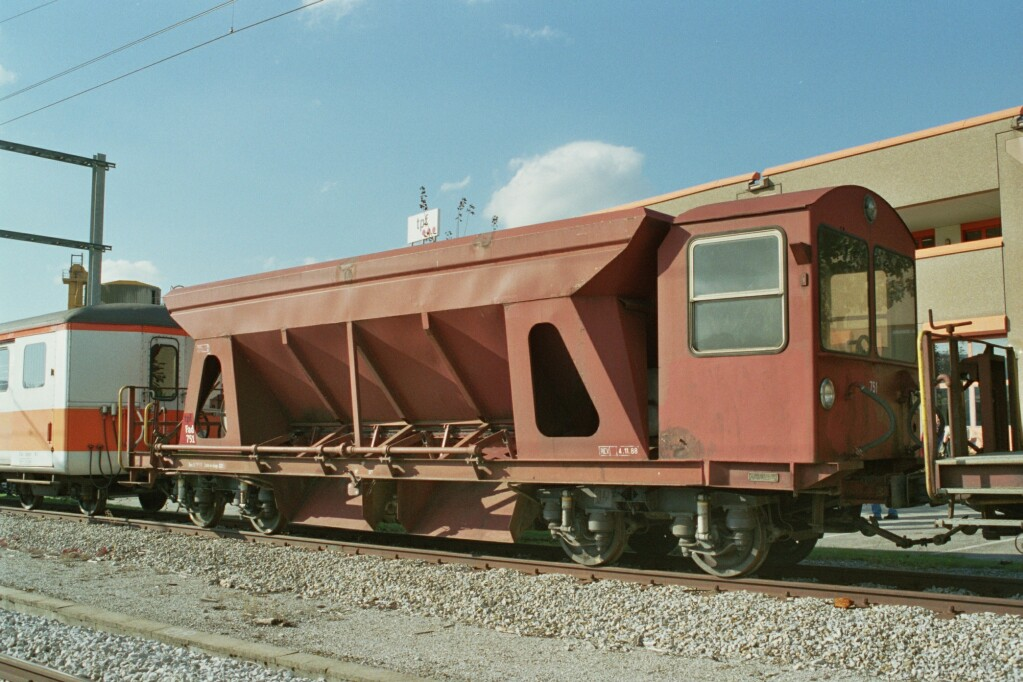
Früherer Kiespendelzugsteuerwagen der tpf

## Steuerwagen im Güterverkehr
Im Schienengüterverkehr sind nur in Einzelfällen Steuerwagen im Einsatz. Aufgrund der notwendigen durchgehenden Steuerleitung sind dies stets Spezialanwendungen. So wurde etwa der CargoSprinter für den Bau der Zürcher Durchmesserlinie in einen Steuerwagen für den Cargo-Pendelzug umgebaut. Dieser Steuerwagen verfügt über einen Dieselmotor, welcher lediglich im Baustellenbereich benutzt wird und so auch ohne Oberleitung die Fortbewegung gewährleistet. Während des Baus der Autobahn im Freiburgerland (Schweiz) wurden die Baustellen ab dem Kieswerk Grandvillard mit Kies-Pendelzügen auf dem Meterspurnetz beliefert. Ein Wagen mit leerer Führerkabine und Dreilicht-Spitzensignal ist heute noch vorhanden.

## Steuerwagen bei der Straßenbahn
Vergleichsweise selten sind Steuerwagen bei Straßenbahnen. In Deutschland setzte die Straßenbahn Idar-Oberstein von 1928 bis zu ihrer Stilllegung 1956 Wendezüge ein, bis 1976 waren solche bei der ehemaligen Straßenbahn Bonn–Godesberg–Mehlem im Einsatz. Auf den 1937 eingestellten Pariser Linien 123 und 124 der STCRP verkehrten ebenfalls Züge aus Trieb- und Steuerwagen.
Im Jahr 2015 waren Steuerwagen beispielsweise noch bei der Straßenbahn Jewpatorija in der Ukraine, der Straßenbahn Alexandria in Ägypten und der Überlandlinie 179 der Straßenbahn Mailand anzutreffen.

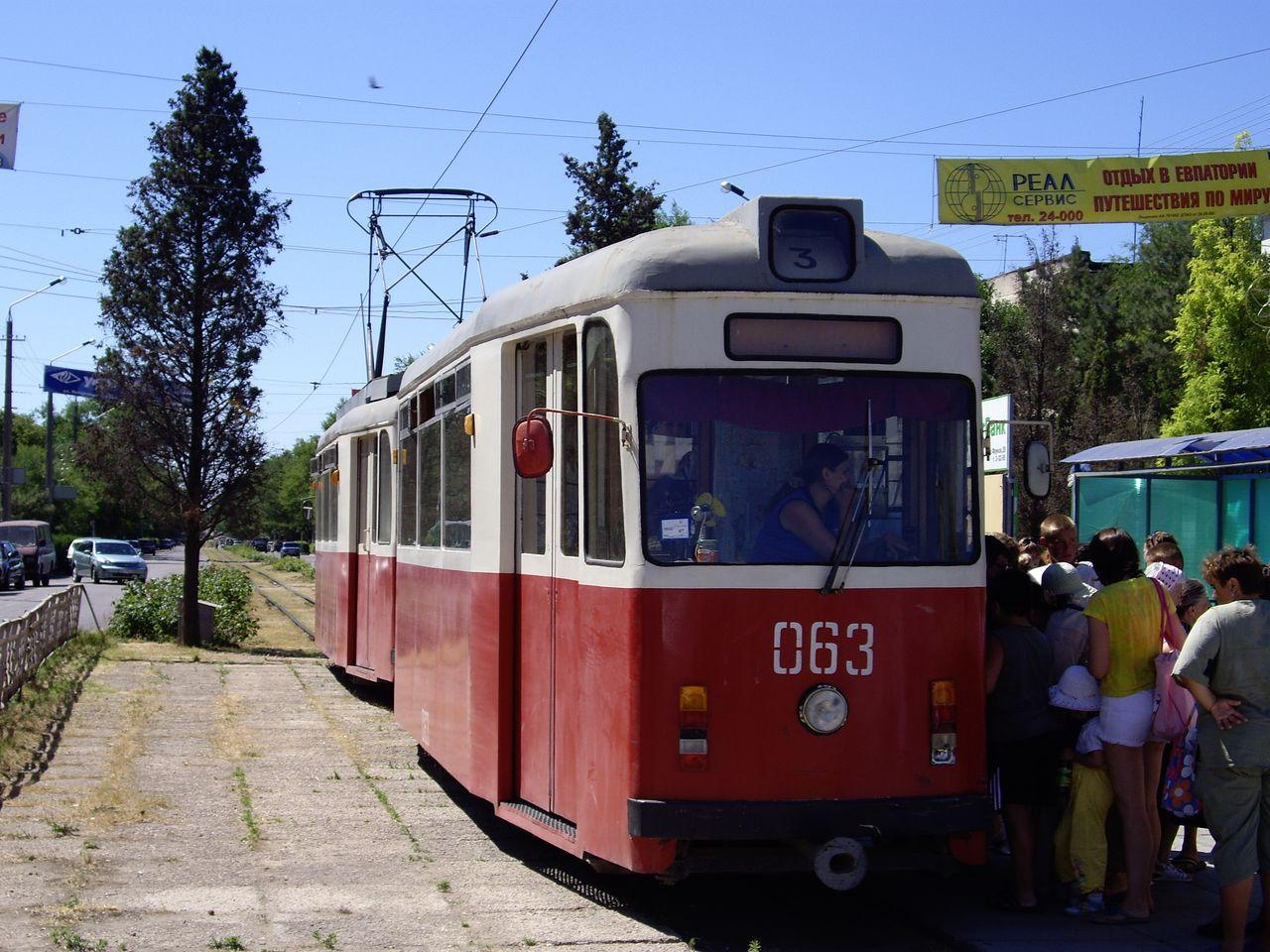
Ein Gothaer Т57/В57-Wendezug in Jewpatorija
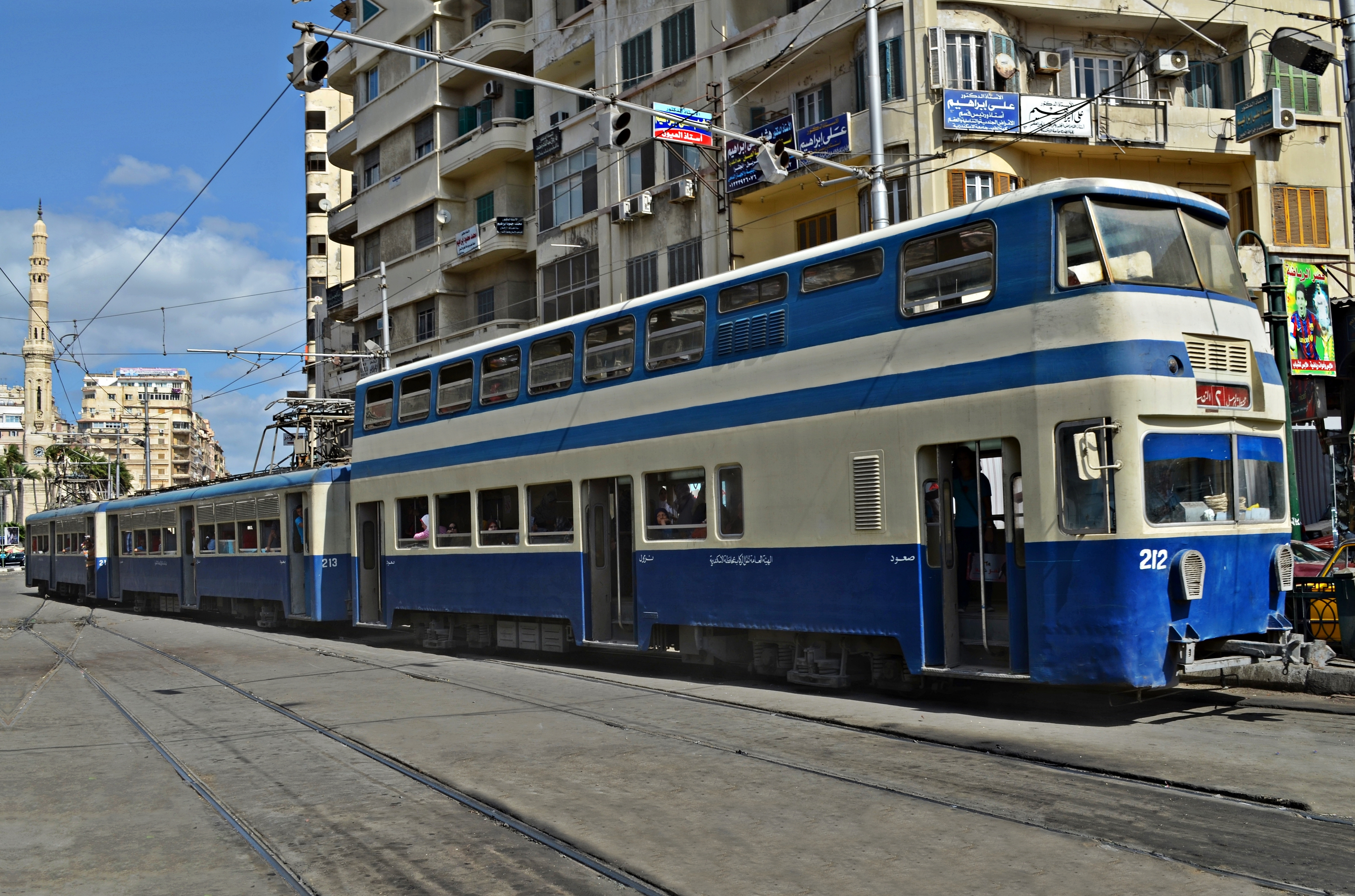
Straßenbahn-Steuerwagen in Alexandria
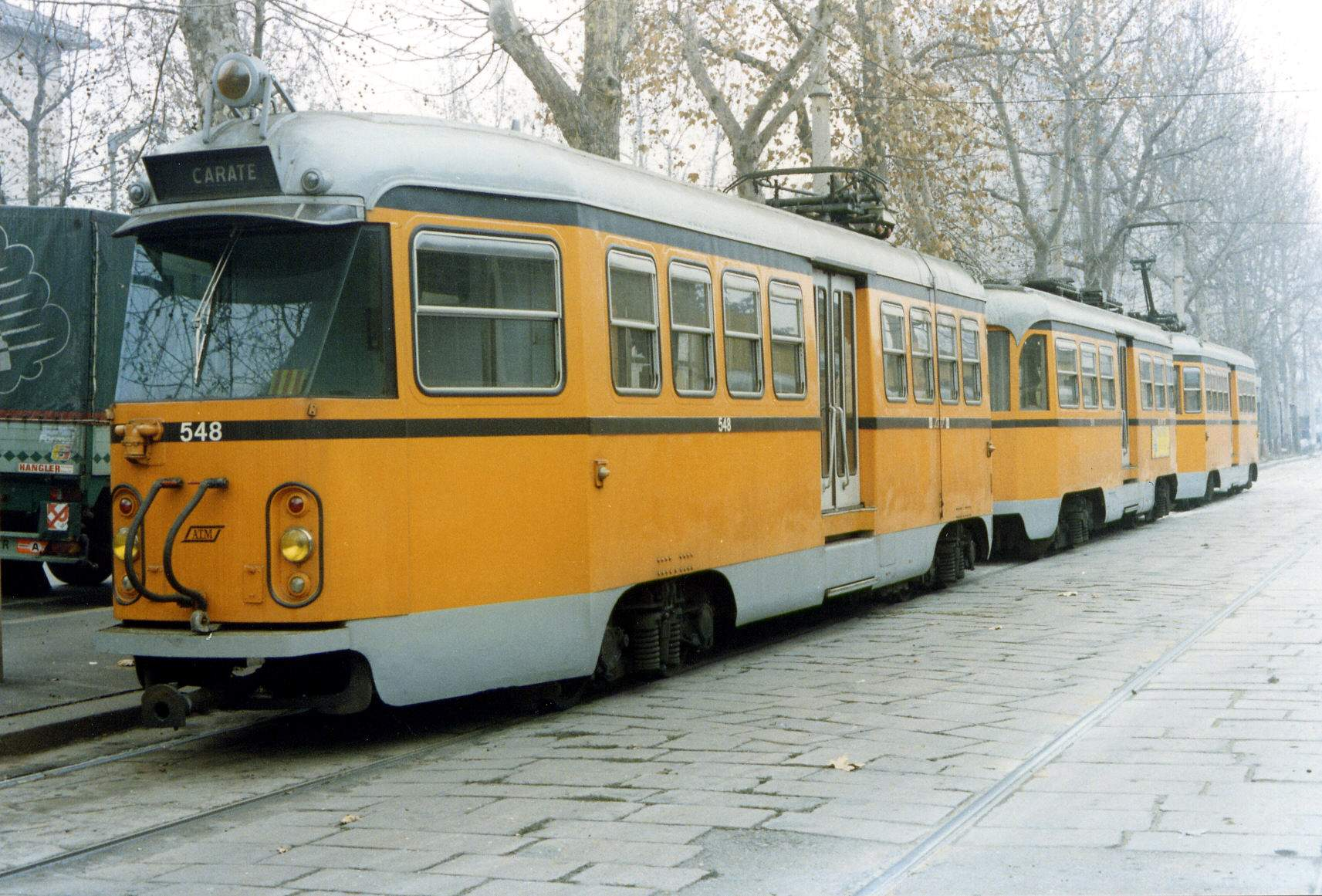
Mailand: Trotz der Stromabnehmer handelt es sich bei den Endwagen jeweils um Steuerwagen

Darüber hinaus besitzen manche Einrichtungs-Beiwagen am Heck einen Hilfsführerstand, von dem aus im Falle einer Rückwärtsfahrt ebenfalls der Triebwagen ferngesteuert werden kann. Diese Funktion wird jedoch meist nur für Rangierfahrten oder bei Betriebsstörungen benutzt, wobei in der Regel keine Fahrgäste im Wagen anwesend sind.